# Llista d'asteroides (407001-408000)
Llista d'asteroides del 407.001 al 408.000, amb data de descoberta i descobridor. És un fragment de la llista d'asteroides completa. Als asteroides se'ls dona un número quan es confirma la seva òrbita, per tant apareixen llistats aproximadament segons la data de descobriment.

## 407001-407100
| Nom    | Designació provisional | Data de descobriment   | Lloc de descobriment | Descobridor/s        |
| ------ | ---------------------- | ---------------------- | -------------------- | -------------------- |
| 407001 | 2009 RF58              | 15 de setembre de 2009 | Kitt Peak            | Spacewatch           |
| 407002 | 2009 RS58              | 15 de setembre de 2009 | Kitt Peak            | Spacewatch           |
| 407003 | 2009 RF59              | 15 de setembre de 2009 | Kitt Peak            | Spacewatch           |
| 407004 | 2009 RH62              | 15 de setembre de 2009 | Kitt Peak            | Spacewatch           |
| 407005 | 2009 RT65              | 15 de setembre de 2009 | Kitt Peak            | Spacewatch           |
| 407006 | 2009 RS72              | 15 de setembre de 2009 | Kitt Peak            | Spacewatch           |
| 407007 | 2009 RT73              | 15 de setembre de 2009 | Kitt Peak            | Spacewatch           |
| 407008 | 2009 RD74              | 15 de setembre de 2009 | Kitt Peak            | Spacewatch           |
| 407009 | 2009 RZ75              | 15 de setembre de 2009 | Kitt Peak            | Spacewatch           |
| 407010 | 2009 SV5               | 16 de setembre de 2009 | Kitt Peak            | Spacewatch           |
| 407011 | 2009 SZ5               | 16 de setembre de 2009 | Kitt Peak            | Spacewatch           |
| 407012 | 2009 SW14              | 18 de setembre de 2009 | Bisei SG Center      | BATTeRS              |
| 407013 | 2009 SZ14              | 19 de setembre de 2009 | Catalina             | CSS                  |
| 407014 | 2009 SP15              | 19 de setembre de 2009 | Bisei SG Center      | BATTeRS              |
| 407015 | 2009 SL20              | 22 de setembre de 2009 | Marly                | P. Kocher            |
| 407016 | 2009 SZ21              | 18 de setembre de 2009 | Zelenchukskaya S     | T. V. Kryachko       |
| 407017 | 2009 SC25              | 17 d'agost de 2009     | Kitt Peak            | Spacewatch           |
| 407018 | 2009 SK26              | 16 de setembre de 2009 | Kitt Peak            | Spacewatch           |
| 407019 | 2009 SH27              | 20 d'abril de 2007     | Kitt Peak            | Spacewatch           |
| 407020 | 2009 SA28              | 16 de setembre de 2009 | Kitt Peak            | Spacewatch           |
| 407021 | 2009 SN35              | 16 de setembre de 2009 | Kitt Peak            | Spacewatch           |
| 407022 | 2009 SR37              | 16 de setembre de 2009 | Kitt Peak            | Spacewatch           |
| 407023 | 2009 SG40              | 16 de setembre de 2009 | Kitt Peak            | Spacewatch           |
| 407024 | 2009 SL40              | 16 de setembre de 2009 | Kitt Peak            | Spacewatch           |
| 407025 | 2009 SS40              | 16 de setembre de 2009 | Kitt Peak            | Spacewatch           |
| 407026 | 2009 SK43              | 16 de setembre de 2009 | Kitt Peak            | Spacewatch           |
| 407027 | 2009 SG44              | 16 de setembre de 2009 | Kitt Peak            | Spacewatch           |
| 407028 | 2009 SV46              | 16 de setembre de 2009 | Kitt Peak            | Spacewatch           |
| 407029 | 2009 SR47              | 16 de setembre de 2009 | Kitt Peak            | Spacewatch           |
| 407030 | 2009 ST51              | 17 de setembre de 2009 | Mount Lemmon         | Mt. Lemmon Survey    |
| 407031 | 2009 SW53              | 17 de setembre de 2009 | Kitt Peak            | Spacewatch           |
| 407032 | 2009 ST54              | 17 de setembre de 2009 | Mount Lemmon         | Mt. Lemmon Survey    |
| 407033 | 2009 SC56              | 17 de setembre de 2009 | Kitt Peak            | Spacewatch           |
| 407034 | 2009 SY64              | 17 de setembre de 2009 | Mount Lemmon         | Mt. Lemmon Survey    |
| 407035 | 2009 SA69              | 17 de setembre de 2009 | Kitt Peak            | Spacewatch           |
| 407036 | 2009 SM72              | 17 de setembre de 2009 | Mount Lemmon         | Mt. Lemmon Survey    |
| 407037 | 2009 SQ72              | 17 de setembre de 2009 | Mount Lemmon         | Mt. Lemmon Survey    |
| 407038 | 2009 SL81              | 15 d'agost de 2009     | Kitt Peak            | Spacewatch           |
| 407039 | 2009 SX94              | 19 de setembre de 2009 | Mount Lemmon         | Mt. Lemmon Survey    |
| 407040 | 2009 SD98              | 20 de setembre de 2009 | Kitt Peak            | Spacewatch           |
| 407041 | 2009 SQ99              | 20 de setembre de 2009 | Vitebsk              | V. Nevski            |
| 407042 | 2009 SF102             | 21 de setembre de 2009 | Mount Lemmon         | Mt. Lemmon Survey    |
| 407043 | 2009 SM107             | 16 de setembre de 2009 | Kitt Peak            | Spacewatch           |
| 407044 | 2009 SM110             | 9 d'abril de 1996      | Kitt Peak            | Spacewatch           |
| 407045 | 2009 SU110             | 18 de setembre de 2009 | Bergisch Gladbac     | W. Bickel            |
| 407046 | 2009 SG111             | 8 d'octubre de 2004    | Kitt Peak            | Spacewatch           |
| 407047 | 2009 SP111             | 18 d'abril de 2007     | Kitt Peak            | Spacewatch           |
| 407048 | 2009 SM113             | 18 de setembre de 2009 | Kitt Peak            | Spacewatch           |
| 407049 | 2009 SR123             | 18 de setembre de 2009 | Kitt Peak            | Spacewatch           |
| 407050 | 2009 SF132             | 18 de setembre de 2009 | Kitt Peak            | Spacewatch           |
| 407051 | 2009 SL133             | 2 de febrer de 2006    | Kitt Peak            | Spacewatch           |
| 407052 | 2009 SZ133             | 18 de setembre de 2009 | Kitt Peak            | Spacewatch           |
| 407053 | 2009 SY136             | 18 de setembre de 2009 | Kitt Peak            | Spacewatch           |
| 407054 | 2009 SR137             | 18 de setembre de 2009 | Kitt Peak            | Spacewatch           |
| 407055 | 2009 SR138             | 18 de setembre de 2009 | Kitt Peak            | Spacewatch           |
| 407056 | 2009 SY143             | 19 de setembre de 2009 | Kitt Peak            | Spacewatch           |
| 407057 | 2009 SA145             | 19 de setembre de 2009 | Mount Lemmon         | Mt. Lemmon Survey    |
| 407058 | 2009 SF151             | 17 de novembre de 2004 | Campo Imperatore     | CINEOS               |
| 407059 | 2009 SP152             | 20 de setembre de 2009 | Mount Lemmon         | Mt. Lemmon Survey    |
| 407060 | 2009 SK154             | 20 de setembre de 2009 | Kitt Peak            | Spacewatch           |
| 407061 | 2009 SJ157             | 20 de setembre de 2009 | Kitt Peak            | Spacewatch           |
| 407062 | 2009 SV164             | 21 de setembre de 2009 | Kitt Peak            | Spacewatch           |
| 407063 | 2009 SB165             | 21 de setembre de 2009 | Kitt Peak            | Spacewatch           |
| 407064 | 2009 SO166             | 22 de setembre de 2009 | Mount Lemmon         | Mt. Lemmon Survey    |
| 407065 | 2009 SC167             | 23 de setembre de 2009 | Kitt Peak            | Spacewatch           |
| 407066 | 2009 SA169             | 6 de gener de 2006     | Anderson Mesa        | LONEOS               |
| 407067 | 2009 SF169             | 14 d'agost de 2004     | Campo Imperatore     | CINEOS               |
| 407068 | 2009 SF173             | 18 de setembre de 2009 | Kitt Peak            | Spacewatch           |
| 407069 | 2009 SV183             | 21 de setembre de 2009 | Kitt Peak            | Spacewatch           |
| 407070 | 2009 SH192             | 22 de setembre de 2009 | Kitt Peak            | Spacewatch           |
| 407071 | 2009 SK192             | 9 de març de 2007      | Kitt Peak            | Spacewatch           |
| 407072 | 2009 SM194             | 12 de setembre de 2009 | Kitt Peak            | Spacewatch           |
| 407073 | 2009 SV197             | 12 de març de 2007     | Kitt Peak            | Spacewatch           |
| 407074 | 2009 SY197             | 22 de setembre de 2009 | Kitt Peak            | Spacewatch           |
| 407075 | 2009 SV198             | 22 de setembre de 2009 | Kitt Peak            | Spacewatch           |
| 407076 | 2009 SV205             | 16 d'abril de 2007     | Mount Lemmon         | Mt. Lemmon Survey    |
| 407077 | 2009 SM207             | 15 de setembre de 2009 | Kitt Peak            | Spacewatch           |
| 407078 | 2009 SN208             | 23 de setembre de 2009 | Kitt Peak            | Spacewatch           |
| 407079 | 2009 SX211             | 23 de setembre de 2009 | Kitt Peak            | Spacewatch           |
| 407080 | 2009 SE216             | 24 de setembre de 2009 | Kitt Peak            | Spacewatch           |
| 407081 | 2009 SH217             | 24 de setembre de 2009 | Kitt Peak            | Spacewatch           |
| 407082 | 2009 SL222             | 25 de setembre de 2009 | Mount Lemmon         | Mt. Lemmon Survey    |
| 407083 | 2009 ST228             | 15 d'agost de 2009     | Kitt Peak            | Spacewatch           |
| 407084 | 2009 SV234             | 31 de juliol de 2009   | Catalina             | CSS                  |
| 407085 | 2009 SZ244             | 19 de setembre de 2009 | Kitt Peak            | Spacewatch           |
| 407086 | 2009 SO254             | 23 de setembre de 2009 | Kitt Peak            | Spacewatch           |
| 407087 | 2009 ST254             | 17 de setembre de 2009 | Kitt Peak            | Spacewatch           |
| 407088 | 2009 SG255             | 16 de setembre de 2009 | Siding Spring        | Siding Spring Survey |
| 407089 | 2009 SH259             | 18 d'agost de 2009     | Kitt Peak            | Spacewatch           |
| 407090 | 2009 SZ259             | 13 de setembre de 2004 | Kitt Peak            | Spacewatch           |
| 407091 | 2009 SF264             | 23 de setembre de 2009 | Mount Lemmon         | Mt. Lemmon Survey    |
| 407092 | 2009 SF268             | 24 de setembre de 2009 | Kitt Peak            | Spacewatch           |
| 407093 | 2009 SN273             | 21 de febrer de 2007   | Mount Lemmon         | Mt. Lemmon Survey    |
| 407094 | 2009 SB274             | 25 de setembre de 2009 | Kitt Peak            | Spacewatch           |
| 407095 | 2009 SB275             | 25 de setembre de 2009 | Kitt Peak            | Spacewatch           |
| 407096 | 2009 SE276             | 25 de setembre de 2009 | Kitt Peak            | Spacewatch           |
| 407097 | 2009 SW280             | 17 de setembre de 2009 | Kitt Peak            | Spacewatch           |
| 407098 | 2009 SY280             | 25 de setembre de 2009 | Kitt Peak            | Spacewatch           |
| 407099 | 2009 SY282             | 25 de setembre de 2009 | Kitt Peak            | Spacewatch           |
| 407100 | 2009 SY283             | 17 de setembre de 2009 | Kitt Peak            | Spacewatch           |

## 407101-407200
| Nom    | Designació provisional | Data de descobriment   | Lloc de descobriment | Descobridor/s                     |
| ------ | ---------------------- | ---------------------- | -------------------- | --------------------------------- |
| 407101 | 2009 SL284             | 25 de setembre de 2009 | Catalina             | CSS                               |
| 407102 | 2009 SO285             | 27 d'agost de 2009     | Kitt Peak            | Spacewatch                        |
| 407103 | 2009 SF287             | 25 de setembre de 2009 | Kitt Peak            | Spacewatch                        |
| 407104 | 2009 SK287             | 25 de setembre de 2009 | Kitt Peak            | Spacewatch                        |
| 407105 | 2009 SJ288             | 25 de setembre de 2009 | Kitt Peak            | Spacewatch                        |
| 407106 | 2009 SY288             | 18 de setembre de 2009 | Kitt Peak            | Spacewatch                        |
| 407107 | 2009 SR289             | 25 de setembre de 2009 | Kitt Peak            | Spacewatch                        |
| 407108 | 2009 SS292             | 26 de setembre de 2009 | Kitt Peak            | Spacewatch                        |
| 407109 | 2009 SS294             | 27 de setembre de 2009 | Catalina             | CSS                               |
| 407110 | 2009 SY297             | 28 de setembre de 2009 | Mount Lemmon         | Mt. Lemmon Survey                 |
| 407111 | 2009 SN299             | 29 de setembre de 2009 | Mount Lemmon         | Mt. Lemmon Survey                 |
| 407112 | 2009 SX300             | 16 de setembre de 2009 | Kitt Peak            | Spacewatch                        |
| 407113 | 2009 SM304             | 31 de juliol de 2009   | Kitt Peak            | Spacewatch                        |
| 407114 | 2009 SZ304             | 17 de setembre de 2009 | Kitt Peak            | Spacewatch                        |
| 407115 | 2009 SA307             | 17 de setembre de 2009 | Kitt Peak            | Spacewatch                        |
| 407116 | 2009 SC308             | 17 de setembre de 2009 | Mount Lemmon         | Mt. Lemmon Survey                 |
| 407117 | 2009 SL308             | 27 d'agost de 2009     | Kitt Peak            | Spacewatch                        |
| 407118 | 2009 SE317             | 28 d'agost de 2009     | Kitt Peak            | Spacewatch                        |
| 407119 | 2009 SY317             | 20 de setembre de 2009 | Kitt Peak            | Spacewatch                        |
| 407120 | 2009 SO326             | 30 de setembre de 2009 | Mount Lemmon         | Mt. Lemmon Survey                 |
| 407121 | 2009 SW326             | 18 de setembre de 2009 | Catalina             | CSS                               |
| 407122 | 2009 SD327             | 28 de setembre de 2009 | Catalina             | CSS                               |
| 407123 | 2009 SH328             | 26 de setembre de 2009 | Kitt Peak            | Spacewatch                        |
| 407124 | 2009 SA329             | 16 de setembre de 2009 | Catalina             | CSS                               |
| 407125 | 2009 SO334             | 25 de setembre de 2009 | Catalina             | CSS                               |
| 407126 | 2009 SH340             | 20 de setembre de 2009 | Kitt Peak            | Spacewatch                        |
| 407127 | 2009 SO340             | 20 de setembre de 2009 | Kitt Peak            | Spacewatch                        |
| 407128 | 2009 SC342             | 16 de setembre de 2009 | Kitt Peak            | Spacewatch                        |
| 407129 | 2009 SL350             | 23 de setembre de 2009 | Mount Lemmon         | Mt. Lemmon Survey                 |
| 407130 | 2009 SO350             | 26 de setembre de 2009 | Kitt Peak            | Spacewatch                        |
| 407131 | 2009 SH355             | 18 de setembre de 2009 | Mount Lemmon         | Mt. Lemmon Survey                 |
| 407132 | 2009 SH357             | 21 de setembre de 2009 | Mount Lemmon         | Mt. Lemmon Survey                 |
| 407133 | 2009 SF359             | 21 de setembre de 2009 | Mount Lemmon         | Mt. Lemmon Survey                 |
| 407134 | 2009 SF362             | 20 de setembre de 2009 | Mount Lemmon         | Mt. Lemmon Survey                 |
| 407135 | 2009 SJ362             | 21 de setembre de 2009 | Mount Lemmon         | Mt. Lemmon Survey                 |
| 407136 | 2009 SD363             | 17 d'agost de 2009     | Kitt Peak            | Spacewatch                        |
| 407137 | 2009 SH363             | 16 de setembre de 2009 | Kitt Peak            | Spacewatch                        |
| 407138 | 2009 SW366             | 13 d'octubre de 2004   | Kitt Peak            | Spacewatch                        |
| 407139 | 2009 TD2               | 11 d'octubre de 2009   | Charleston           | Astronomical Research Observatory |
| 407140 | 2009 TN4               | 2 d'octubre de 2009    | Mount Lemmon         | Mt. Lemmon Survey                 |
| 407141 | 2009 TG6               | 12 d'octubre de 2009   | Mount Lemmon         | Mt. Lemmon Survey                 |
| 407142 | 2009 TO10              | 7 d'octubre de 2004    | Anderson Mesa        | LONEOS                            |
| 407143 | 2009 TJ11              | 13 d'octubre de 2009   | Bergisch Gladbac     | W. Bickel                         |
| 407144 | 2009 TB15              | 27 de setembre de 2009 | Mount Lemmon         | Mt. Lemmon Survey                 |
| 407145 | 2009 TP28              | 16 de setembre de 2009 | Kitt Peak            | Spacewatch                        |
| 407146 | 2009 TK32              | 22 de setembre de 2009 | Mount Lemmon         | Mt. Lemmon Survey                 |
| 407147 | 2009 TL34              | 11 d'octubre de 2009   | La Sagra             | OAM                               |
| 407148 | 2009 TK35              | 16 de setembre de 2009 | Mount Lemmon         | Mt. Lemmon Survey                 |
| 407149 | 2009 TE36              | 14 d'octubre de 2009   | Catalina             | CSS                               |
| 407150 | 2009 TW38              | 2 d'octubre de 2009    | Mount Lemmon         | Mt. Lemmon Survey                 |
| 407151 | 2009 TD39              | 15 d'octubre de 2009   | Catalina             | CSS                               |
| 407152 | 2009 TF41              | 29 de setembre de 2009 | Mount Lemmon         | Mt. Lemmon Survey                 |
| 407153 | 2009 TW44              | 15 d'octubre de 2009   | Catalina             | CSS                               |
| 407154 | 2009 UH2               | 18 d'octubre de 2009   | Tzec Maun            | D. Chestnov, A. Novichonok        |
| 407155 | 2009 UY4               | 28 de setembre de 2009 | Mount Lemmon         | Mt. Lemmon Survey                 |
| 407156 | 2009 UP6               | 16 d'octubre de 2009   | Mount Lemmon         | Mt. Lemmon Survey                 |
| 407157 | 2009 UG7               | 16 d'octubre de 2009   | Mount Lemmon         | Mt. Lemmon Survey                 |
| 407158 | 2009 UY7               | 16 d'octubre de 2009   | Mount Lemmon         | Mt. Lemmon Survey                 |
| 407159 | 2009 UQ18              | 19 d'octubre de 2009   | Taunus               | S. Karge, R. Kling                |
| 407160 | 2009 UX21              | 14 d'abril de 2007     | Mount Lemmon         | Mt. Lemmon Survey                 |
| 407161 | 2009 UM25              | 18 d'octubre de 2009   | Mount Lemmon         | Mt. Lemmon Survey                 |
| 407162 | 2009 UM26              | 21 d'octubre de 2009   | Catalina             | CSS                               |
| 407163 | 2009 UT26              | 21 d'octubre de 2009   | Catalina             | CSS                               |
| 407164 | 2009 UK29              | 18 d'octubre de 2009   | Mount Lemmon         | Mt. Lemmon Survey                 |
| 407165 | 2009 UN30              | 18 d'octubre de 2009   | Mount Lemmon         | Mt. Lemmon Survey                 |
| 407166 | 2009 UR34              | 27 de setembre de 2009 | Mount Lemmon         | Mt. Lemmon Survey                 |
| 407167 | 2009 UA37              | 11 d'octubre de 2009   | Mount Lemmon         | Mt. Lemmon Survey                 |
| 407168 | 2009 UH37              | 22 d'octubre de 2009   | Mount Lemmon         | Mt. Lemmon Survey                 |
| 407169 | 2009 UU42              | 20 d'octubre de 1998   | Kitt Peak            | Spacewatch                        |
| 407170 | 2009 UU46              | 18 d'octubre de 2009   | Mount Lemmon         | Mt. Lemmon Survey                 |
| 407171 | 2009 UC50              | 22 d'octubre de 2009   | Mount Lemmon         | Mt. Lemmon Survey                 |
| 407172 | 2009 UW50              | 21 de setembre de 2009 | Mount Lemmon         | Mt. Lemmon Survey                 |
| 407173 | 2009 UJ59              | 21 de setembre de 2009 | Mount Lemmon         | Mt. Lemmon Survey                 |
| 407174 | 2009 UP59              | 27 de setembre de 2009 | Mount Lemmon         | Mt. Lemmon Survey                 |
| 407175 | 2009 UY61              | 17 d'octubre de 2009   | Mount Lemmon         | Mt. Lemmon Survey                 |
| 407176 | 2009 UD62              | 17 d'octubre de 2009   | Mount Lemmon         | Mt. Lemmon Survey                 |
| 407177 | 2009 UW62              | 21 de setembre de 2009 | Kitt Peak            | Spacewatch                        |
| 407178 | 2009 UE63              | 17 de setembre de 2009 | Kitt Peak            | Spacewatch                        |
| 407179 | 2009 UQ67              | 29 de setembre de 2009 | Kitt Peak            | Spacewatch                        |
| 407180 | 2009 UN70              | 23 de gener de 2006    | Mount Lemmon         | Mt. Lemmon Survey                 |
| 407181 | 2009 UR81              | 22 d'octubre de 2009   | Mount Lemmon         | Mt. Lemmon Survey                 |
| 407182 | 2009 UB83              | 23 d'octubre de 2009   | Mount Lemmon         | Mt. Lemmon Survey                 |
| 407183 | 2009 UN85              | 6 de juny de 2008      | Kitt Peak            | Spacewatch                        |
| 407184 | 2009 UR86              | 24 d'octubre de 2009   | Catalina             | CSS                               |
| 407185 | 2009 UV86              | 24 d'octubre de 2009   | Kitt Peak            | Spacewatch                        |
| 407186 | 2009 UJ94              | 21 d'octubre de 2009   | Catalina             | CSS                               |
| 407187 | 2009 UM94              | 17 de setembre de 2009 | Mount Lemmon         | Mt. Lemmon Survey                 |
| 407188 | 2009 UR97              | 14 d'octubre de 2009   | Catalina             | CSS                               |
| 407189 | 2009 US98              | 23 d'octubre de 2009   | Mount Lemmon         | Mt. Lemmon Survey                 |
| 407190 | 2009 UV115             | 12 de setembre de 2009 | Kitt Peak            | Spacewatch                        |
| 407191 | 2009 UY116             | 22 d'octubre de 2009   | Mount Lemmon         | Mt. Lemmon Survey                 |
| 407192 | 2009 US117             | 22 d'octubre de 2009   | Mount Lemmon         | Mt. Lemmon Survey                 |
| 407193 | 2009 UH118             | 23 d'octubre de 2009   | Mount Lemmon         | Mt. Lemmon Survey                 |
| 407194 | 2009 UW118             | 18 de setembre de 2009 | Kitt Peak            | Spacewatch                        |
| 407195 | 2009 UA121             | 24 d'octubre de 2009   | Kitt Peak            | Spacewatch                        |
| 407196 | 2009 UG122             | 26 d'octubre de 2009   | Mount Lemmon         | Mt. Lemmon Survey                 |
| 407197 | 2009 UX129             | 27 d'octubre de 2009   | La Sagra             | OAM                               |
| 407198 | 2009 UG132             | 28 de setembre de 2009 | Catalina             | CSS                               |
| 407199 | 2009 UW136             | 25 d'octubre de 2009   | Catalina             | CSS                               |
| 407200 | 2009 UF137             | 28 d'octubre de 2009   | La Sagra             | OAM                               |

## 407201-407300
| Nom    | Designació provisional | Data de descobriment   | Lloc de descobriment | Descobridor/s              |
| ------ | ---------------------- | ---------------------- | -------------------- | -------------------------- |
| 407201 | 2009 UU142             | 18 d'octubre de 2009   | Mount Lemmon         | Mt. Lemmon Survey          |
| 407202 | 2009 UR143             | 16 d'octubre de 2003   | Kitt Peak            | Spacewatch                 |
| 407203 | 2009 UU149             | 26 d'octubre de 2009   | Mount Lemmon         | Mt. Lemmon Survey          |
| 407204 | 2009 UQ150             | 18 d'octubre de 2009   | Mount Lemmon         | Mt. Lemmon Survey          |
| 407205 | 2009 UY150             | 23 d'octubre de 2009   | Kitt Peak            | Spacewatch                 |
| 407206 | 2009 UD153             | 24 d'octubre de 2009   | Mount Lemmon         | Mt. Lemmon Survey          |
| 407207 | 2009 UK154             | 22 d'octubre de 2009   | Bisei SG Center      | BATTeRS                    |
| 407208 | 2009 VR1               | 9 de novembre de 2009  | Calvin-Rehoboth      | L. A. Molnar               |
| 407209 | 2009 VA2               | 9 de novembre de 2009  | Socorro              | LINEAR                     |
| 407210 | 2009 VS2               | 9 de novembre de 2009  | Socorro              | LINEAR                     |
| 407211 | 2009 VF8               | 8 de novembre de 2009  | Catalina             | CSS                        |
| 407212 | 2009 VD16              | 8 de novembre de 2009  | Mount Lemmon         | Mt. Lemmon Survey          |
| 407213 | 2009 VY18              | 9 de novembre de 2009  | Kitt Peak            | Spacewatch                 |
| 407214 | 2009 VV39              | 11 de novembre de 2009 | Kitt Peak            | Spacewatch                 |
| 407215 | 2009 VV42              | 21 d'octubre de 2009   | Catalina             | CSS                        |
| 407216 | 2009 VP63              | 8 de novembre de 2009  | Kitt Peak            | Spacewatch                 |
| 407217 | 2009 VO73              | 25 de març de 2006     | Kitt Peak            | Spacewatch                 |
| 407218 | 2009 VA74              | 11 de novembre de 2009 | Mount Lemmon         | Mt. Lemmon Survey          |
| 407219 | 2009 VW74              | 11 de novembre de 2009 | Mount Lemmon         | Mt. Lemmon Survey          |
| 407220 | 2009 VM78              | 9 de novembre de 2009  | Catalina             | CSS                        |
| 407221 | 2009 VQ85              | 10 de novembre de 2009 | Kitt Peak            | Spacewatch                 |
| 407222 | 2009 VU87              | 15 de gener de 2005    | Kitt Peak            | Spacewatch                 |
| 407223 | 2009 VY92              | 15 de novembre de 2009 | Catalina             | CSS                        |
| 407224 | 2009 VB93              | 8 de novembre de 2009  | Catalina             | CSS                        |
| 407225 | 2009 VZ95              | 22 d'octubre de 2009   | Mount Lemmon         | Mt. Lemmon Survey          |
| 407226 | 2009 VQ106             | 9 de novembre de 2009  | Catalina             | CSS                        |
| 407227 | 2009 WH9               | 18 de gener de 2005    | Kitt Peak            | Spacewatch                 |
| 407228 | 2009 WY10              | 20 de novembre de 2009 | Tzec Maun            | D. Chestnov, A. Novichonok |
| 407229 | 2009 WS19              | 17 de novembre de 2009 | Mount Lemmon         | Mt. Lemmon Survey          |
| 407230 | 2009 WZ24              | 21 de novembre de 2009 | Mayhill              | A. Lowe                    |
| 407231 | 2009 WA25              | 21 de novembre de 2009 | Tzec Maun            | D. Chestnov, A. Novichonok |
| 407232 | 2009 WL35              | 17 de novembre de 2009 | Kitt Peak            | Spacewatch                 |
| 407233 | 2009 WU43              | 17 de novembre de 2009 | Mount Lemmon         | Mt. Lemmon Survey          |
| 407234 | 2009 WM51              | 9 de novembre de 2009  | Kitt Peak            | Spacewatch                 |
| 407235 | 2009 WO53              | 16 de novembre de 2009 | Socorro              | LINEAR                     |
| 407236 | 2009 WR69              | 18 de novembre de 2009 | Kitt Peak            | Spacewatch                 |
| 407237 | 2009 WW81              | 18 de novembre de 2009 | La Sagra             | OAM                        |
| 407238 | 2009 WY84              | 28 de setembre de 2003 | Kitt Peak            | Spacewatch                 |
| 407239 | 2009 WZ95              | 20 de novembre de 2009 | Mount Lemmon         | Mt. Lemmon Survey          |
| 407240 | 2009 WP98              | 21 de novembre de 2009 | Kitt Peak            | Spacewatch                 |
| 407241 | 2009 WO99              | 18 d'octubre de 2009   | Mount Lemmon         | Mt. Lemmon Survey          |
| 407242 | 2009 WD100             | 21 de novembre de 2009 | Kitt Peak            | Spacewatch                 |
| 407243 | 2009 WQ100             | 21 de novembre de 2009 | Zelenchukskaya S     | T. V. Kryachko             |
| 407244 | 2009 WN104             | 20 de novembre de 2009 | La Sagra             | OAM                        |
| 407245 | 2009 WL157             | 20 de novembre de 2009 | Mount Lemmon         | Mt. Lemmon Survey          |
| 407246 | 2009 WK164             | 21 de novembre de 2009 | Kitt Peak            | Spacewatch                 |
| 407247 | 2009 WE168             | 9 de novembre de 2009  | Mount Lemmon         | Mt. Lemmon Survey          |
| 407248 | 2009 WB185             | 24 de novembre de 2009 | La Sagra             | OAM                        |
| 407249 | 2009 WG187             | 16 de setembre de 2003 | Kitt Peak            | Spacewatch                 |
| 407250 | 2009 WK200             | 19 de gener de 2005    | Kitt Peak            | Spacewatch                 |
| 407251 | 2009 WD217             | 23 d'octubre de 2009   | Kitt Peak            | Spacewatch                 |
| 407252 | 2009 WA221             | 16 de novembre de 2009 | Mount Lemmon         | Mt. Lemmon Survey          |
| 407253 | 2009 WK234             | 14 de setembre de 2009 | Kitt Peak            | Spacewatch                 |
| 407254 | 2009 WC261             | 16 de novembre de 2009 | Socorro              | LINEAR                     |
| 407255 | 2010 AB57              | 1 de novembre de 2006  | Catalina             | CSS                        |
| 407256 | 2010 AG72              | 13 de gener de 2010    | Mount Lemmon         | Mt. Lemmon Survey          |
| 407257 | 2010 AX104             | 29 de setembre de 2009 | Mount Lemmon         | Mt. Lemmon Survey          |
| 407258 | 2010 AU117             | 2 d'octubre de 2009    | Mount Lemmon         | Mt. Lemmon Survey          |
| 407259 | 2010 AS137             | 1 d'octubre de 2009    | Mount Lemmon         | Mt. Lemmon Survey          |
| 407260 | 2010 BP1               | 18 de gener de 2010    | Dauban               | F. Kugel                   |
| 407261 | 2010 BQ3               | 21 de gener de 2010    | Haleakala            | M. Micheli                 |
| 407262 | 2010 BX37              | 14 de gener de 2010    | Mount Lemmon         | Mt. Lemmon Survey          |
| 407263 | 2010 BM55              | 26 d'agost de 2009     | Catalina             | CSS                        |
| 407264 | 2010 BM61              | 9 de maig de 2007      | Mount Lemmon         | Mt. Lemmon Survey          |
| 407265 | 2010 CN35              | 14 de març de 2007     | Mount Lemmon         | Mt. Lemmon Survey          |
| 407266 | 2010 CB43              | 9 de febrer de 2010    | Kitt Peak            | Spacewatch                 |
| 407267 | 2010 CW54              | 14 de febrer de 2010   | WISE                 | WISE                       |
| 407268 | 2010 CX65              | 9 de febrer de 2010    | Catalina             | CSS                        |
| 407269 | 2010 CO145             | 18 de desembre de 2003 | Socorro              | LINEAR                     |
| 407270 | 2010 CK147             | 13 de febrer de 2010   | Catalina             | CSS                        |
| 407271 | 2010 CZ237             | 29 de setembre de 2009 | Mount Lemmon         | Mt. Lemmon Survey          |
| 407272 | 2010 DQ25              | 20 de febrer de 2010   | WISE                 | WISE                       |
| 407273 | 2010 DU73              | 28 de febrer de 2010   | WISE                 | WISE                       |
| 407274 | 2010 EC80              | 12 de març de 2010     | Mount Lemmon         | Mt. Lemmon Survey          |
| 407275 | 2010 FS5               | 17 de març de 2010     | Kitt Peak            | Spacewatch                 |
| 407276 | 2010 FH14              | 17 de març de 2010     | Kitt Peak            | Spacewatch                 |
| 407277 | 2010 FB86              | 25 de març de 2010     | Mount Lemmon         | Mt. Lemmon Survey          |
| 407278 | 2010 FM93              | 26 de maig de 2007     | Mount Lemmon         | Mt. Lemmon Survey          |
| 407279 | 2010 GR100             | 21 de març de 2010     | Kitt Peak            | Spacewatch                 |
| 407280 | 2010 GC113             | 19 de març de 2010     | Kitt Peak            | Spacewatch                 |
| 407281 | 2010 GA117             | 18 de febrer de 2010   | Mount Lemmon         | Mt. Lemmon Survey          |
| 407282 | 2010 GB117             | 16 de març de 2010     | Kitt Peak            | Spacewatch                 |
| 407283 | 2010 GX120             | 7 d'octubre de 2004    | Kitt Peak            | Spacewatch                 |
| 407284 | 2010 GG124             | 4 d'abril de 2010      | Kitt Peak            | Spacewatch                 |
| 407285 | 2010 GO125             | 13 de març de 2010     | Mount Lemmon         | Mt. Lemmon Survey          |
| 407286 | 2010 GW140             | 20 d'octubre de 2007   | Kitt Peak            | Spacewatch                 |
| 407287 | 2010 GB157             | 9 d'abril de 2010      | Kitt Peak            | Spacewatch                 |
| 407288 | 2010 GS158             | 15 d'abril de 2010     | Kitt Peak            | Spacewatch                 |
| 407289 | 2010 HV63              | 26 d'abril de 2010     | WISE                 | WISE                       |
| 407290 | 2010 HH71              | 27 d'abril de 2010     | WISE                 | WISE                       |
| 407291 | 2010 HE104             | 9 d'abril de 2010      | Kitt Peak            | Spacewatch                 |
| 407292 | 2010 JY28              | 2 de maig de 2010      | Kitt Peak            | Spacewatch                 |
| 407293 | 2010 JH38              | 11 de setembre de 2007 | Kitt Peak            | Spacewatch                 |
| 407294 | 2010 JT45              | 23 de juny de 2007     | Kitt Peak            | Spacewatch                 |
| 407295 | 2010 JY108             | 12 de maig de 2010     | WISE                 | WISE                       |
| 407296 | 2010 JT111             | 13 de març de 2010     | Mount Lemmon         | Mt. Lemmon Survey          |
| 407297 | 2010 JT150             | 11 de maig de 2010     | Kitt Peak            | Spacewatch                 |
| 407298 | 2010 JF152             | 6 de maig de 2010      | Mount Lemmon         | Mt. Lemmon Survey          |
| 407299 | 2010 KB88              | 29 de juliol de 2006   | Siding Spring        | Siding Spring Survey       |
| 407300 | 2010 LL53              | 9 de juny de 2010      | WISE                 | WISE                       |

## 407301-407400
| Nom    | Designació provisional | Data de descobriment   | Lloc de descobriment | Descobridor/s          |
| ------ | ---------------------- | ---------------------- | -------------------- | ---------------------- |
| 407301 | 2010 LE62              | 25 d'abril de 2006     | Mount Lemmon         | Mt. Lemmon Survey      |
| 407302 | 2010 LE67              | 23 de gener de 2006    | Kitt Peak            | Spacewatch             |
| 407303 | 2010 LA90              | 12 de juny de 2010     | WISE                 | WISE                   |
| 407304 | 2010 LM127             | 15 de juny de 2010     | WISE                 | WISE                   |
| 407305 | 2010 LO127             | 15 de juny de 2010     | WISE                 | WISE                   |
| 407306 | 2010 MJ7               | 16 de juny de 2010     | WISE                 | WISE                   |
| 407307 | 2010 MT72              | 28 d'octubre de 2006   | Mount Lemmon         | Mt. Lemmon Survey      |
| 407308 | 2010 MA107             | 30 de juny de 2010     | WISE                 | WISE                   |
| 407309 | 2010 NS14              | 10 de gener de 2003    | Socorro              | LINEAR                 |
| 407310 | 2010 NW23              | 6 de juliol de 2010    | WISE                 | WISE                   |
| 407311 | 2010 NC28              | 15 de gener de 2008    | Mount Lemmon         | Mt. Lemmon Survey      |
| 407312 | 2010 NR53              | 10 de juliol de 2010   | WISE                 | WISE                   |
| 407313 | 2010 NG58              | 10 de juliol de 2010   | WISE                 | WISE                   |
| 407314 | 2010 NB87              | 2 d'octubre de 2006    | Mount Lemmon         | Mt. Lemmon Survey      |
| 407315 | 2010 NC115             | 14 de juliol de 2010   | WISE                 | WISE                   |
| 407316 | 2010 OJ3               | 16 de juliol de 2010   | WISE                 | WISE                   |
| 407317 | 2010 OJ24              | 19 de juliol de 2010   | WISE                 | WISE                   |
| 407318 | 2010 ON66              | 15 de desembre de 2006 | Mount Lemmon         | Mt. Lemmon Survey      |
| 407319 | 2010 OR76              | 25 de juliol de 2010   | WISE                 | WISE                   |
| 407320 | 2010 OL90              | 29 d'agost de 2005     | Kitt Peak            | Spacewatch             |
| 407321 | 2010 OK91              | 5 de gener de 2003     | Socorro              | LINEAR                 |
| 407322 | 2010 OM91              | 28 d'agost de 2005     | Kitt Peak            | Spacewatch             |
| 407323 | 2010 OM98              | 28 de juliol de 2010   | WISE                 | WISE                   |
| 407324 | 2010 OB101             | 18 de juliol de 2010   | WISE                 | WISE                   |
| 407325 | 2010 OS121             | 31 de juliol de 2010   | WISE                 | WISE                   |
| 407326 | 2010 PQ54              | 8 d'agost de 2010      | WISE                 | WISE                   |
| 407327 | 2010 PT55              | 8 d'agost de 2010      | WISE                 | WISE                   |
| 407328 | 2010 PL57              | 6 d'agost de 2010      | La Sagra             | OAM                    |
| 407329 | 2010 PZ60              | 10 d'agost de 2010     | Kitt Peak            | Spacewatch             |
| 407330 | 2010 PS63              | 3 d'agost de 2010      | Purple Mountain      | PMO NEO Survey Program |
| 407331 | 2010 PR76              | 10 d'agost de 2010     | Kitt Peak            | Spacewatch             |
| 407332 | 2010 PP79              | 12 d'agost de 2010     | Kitt Peak            | Spacewatch             |
| 407333 | 2010 PW79              | 10 d'agost de 2010     | Kitt Peak            | Spacewatch             |
| 407334 | 2010 QF                | 16 d'agost de 2010     | La Sagra             | OAM                    |
| 407335 | 2010 QZ                | 16 de setembre de 2006 | Catalina             | CSS                    |
| 407336 | 2010 RC15              | 2 de setembre de 2010  | Mount Lemmon         | Mt. Lemmon Survey      |
| 407337 | 2010 RN26              | 1 de gener de 2008     | Kitt Peak            | Spacewatch             |
| 407338 | 2010 RQ30              | 3 de setembre de 2010  | Mount Lemmon         | Mt. Lemmon Survey      |
| 407339 | 2010 RV39              | 25 de setembre de 2006 | Catalina             | CSS                    |
| 407340 | 2010 RP47              | 4 de setembre de 2010  | Kitt Peak            | Spacewatch             |
| 407341 | 2010 RW47              | 4 de setembre de 2010  | Kitt Peak            | Spacewatch             |
| 407342 | 2010 RN48              | 4 de setembre de 2010  | Kitt Peak            | Spacewatch             |
| 407343 | 2010 RB51              | 4 de setembre de 2010  | Kitt Peak            | Spacewatch             |
| 407344 | 2010 RX58              | 17 de setembre de 2006 | Catalina             | CSS                    |
| 407345 | 2010 RS62              | 3 d'octubre de 2006    | Catalina             | CSS                    |
| 407346 | 2010 RC64              | 17 de novembre de 2006 | Kitt Peak            | Spacewatch             |
| 407347 | 2010 RG78              | 11 de setembre de 2010 | Kitt Peak            | Spacewatch             |
| 407348 | 2010 RZ81              | 3 d'abril de 2008      | Mount Lemmon         | Mt. Lemmon Survey      |
| 407349 | 2010 RJ90              | 11 de setembre de 2010 | Wildberg             | R. Apitzsch            |
| 407350 | 2010 RE99              | 6 d'agost de 2010      | Kitt Peak            | Spacewatch             |
| 407351 | 2010 RR99              | 10 de setembre de 2010 | Kitt Peak            | Spacewatch             |
| 407352 | 2010 RB100             | 13 d'octubre de 2006   | Kitt Peak            | Spacewatch             |
| 407353 | 2010 RL100             | 26 de febrer de 2008   | Mount Lemmon         | Mt. Lemmon Survey      |
| 407354 | 2010 RK101             | 10 de setembre de 2010 | Kitt Peak            | Spacewatch             |
| 407355 | 2010 RJ102             | 10 de setembre de 2010 | Kitt Peak            | Spacewatch             |
| 407356 | 2010 RP103             | 10 de setembre de 2010 | Kitt Peak            | Spacewatch             |
| 407357 | 2010 RL104             | 3 de febrer de 2003    | Kitt Peak            | Spacewatch             |
| 407358 | 2010 RS104             | 10 de setembre de 2010 | Kitt Peak            | Spacewatch             |
| 407359 | 2010 RW104             | 10 de setembre de 2010 | Kitt Peak            | Spacewatch             |
| 407360 | 2010 RS105             | 27 de maig de 2009     | Mount Lemmon         | Mt. Lemmon Survey      |
| 407361 | 2010 RN106             | 10 de setembre de 2010 | Kitt Peak            | Spacewatch             |
| 407362 | 2010 RJ107             | 10 de setembre de 2010 | Kitt Peak            | Spacewatch             |
| 407363 | 2010 RQ110             | 28 de setembre de 2006 | Kitt Peak            | Spacewatch             |
| 407364 | 2010 RW111             | 28 de setembre de 2006 | Mount Lemmon         | Mt. Lemmon Survey      |
| 407365 | 2010 RV117             | 9 de febrer de 2007    | Kitt Peak            | Spacewatch             |
| 407366 | 2010 RO118             | 11 de setembre de 2010 | Kitt Peak            | Spacewatch             |
| 407367 | 2010 RH126             | 7 de febrer de 2008    | Mount Lemmon         | Mt. Lemmon Survey      |
| 407368 | 2010 RS129             | 10 de març de 2005     | Mount Lemmon         | Mt. Lemmon Survey      |
| 407369 | 2010 RU129             | 6 d'octubre de 2002    | Socorro              | LINEAR                 |
| 407370 | 2010 RM135             | 10 de setembre de 2010 | Kitt Peak            | Spacewatch             |
| 407371 | 2010 RK136             | 13 de març de 2008     | Kitt Peak            | Spacewatch             |
| 407372 | 2010 RS139             | 27 de setembre de 2006 | Mount Lemmon         | Mt. Lemmon Survey      |
| 407373 | 2010 RR146             | 4 de setembre de 2010  | Kitt Peak            | Spacewatch             |
| 407374 | 2010 RN147             | 14 de setembre de 2010 | Kitt Peak            | Spacewatch             |
| 407375 | 2010 RL149             | 16 de juny de 2010     | WISE                 | WISE                   |
| 407376 | 2010 RQ149             | 15 de setembre de 2010 | Kitt Peak            | Spacewatch             |
| 407377 | 2010 RR150             | 16 de setembre de 2006 | Kitt Peak            | Spacewatch             |
| 407378 | 2010 RZ151             | 2 d'octubre de 2006    | Mount Lemmon         | Mt. Lemmon Survey      |
| 407379 | 2010 RF165             | 1 de març de 2009      | Mount Lemmon         | Mt. Lemmon Survey      |
| 407380 | 2010 RM173             | 5 de setembre de 2010  | Mount Lemmon         | Mt. Lemmon Survey      |
| 407381 | 2010 RY174             | 9 de setembre de 2010  | Kitt Peak            | Spacewatch             |
| 407382 | 2010 RZ177             | 11 de setembre de 2010 | Kitt Peak            | Spacewatch             |
| 407383 | 2010 RM179             | 17 de setembre de 2006 | Kitt Peak            | Spacewatch             |
| 407384 | 2010 RD180             | 4 de setembre de 2010  | Kitt Peak            | Spacewatch             |
| 407385 | 2010 RX180             | 15 de juny de 2010     | Mount Lemmon         | Mt. Lemmon Survey      |
| 407386 | 2010 RY180             | 11 de setembre de 2010 | Mount Lemmon         | Mt. Lemmon Survey      |
| 407387 | 2010 SR13              | 17 de setembre de 2006 | Kitt Peak            | Spacewatch             |
| 407388 | 2010 SY13              | 27 de setembre de 2010 | Kitt Peak            | Spacewatch             |
| 407389 | 2010 SK27              | 19 d'octubre de 2006   | Mount Lemmon         | Mt. Lemmon Survey      |
| 407390 | 2010 SC29              | 28 de febrer de 2008   | Mount Lemmon         | Mt. Lemmon Survey      |
| 407391 | 2010 SS32              | 11 de maig de 2005     | Mount Lemmon         | Mt. Lemmon Survey      |
| 407392 | 2010 SD33              | 3 d'octubre de 2006    | Mount Lemmon         | Mt. Lemmon Survey      |
| 407393 | 2010 SC34              | 8 de febrer de 2008    | Kitt Peak            | Spacewatch             |
| 407394 | 2010 SO35              | 14 de setembre de 2010 | Kitt Peak            | Spacewatch             |
| 407395 | 2010 TG14              | 30 de setembre de 2006 | Mount Lemmon         | Mt. Lemmon Survey      |
| 407396 | 2010 TN15              | 14 de novembre de 2006 | Kitt Peak            | Spacewatch             |
| 407397 | 2010 TH18              | 3 d'octubre de 2006    | Mount Lemmon         | Mt. Lemmon Survey      |
| 407398 | 2010 TL18              | 2 d'octubre de 2006    | Mount Lemmon         | Mt. Lemmon Survey      |
| 407399 | 2010 TC20              | 29 d'agost de 2006     | Kitt Peak            | Spacewatch             |
| 407400 | 2010 TK27              | 11 de novembre de 2006 | Mount Lemmon         | Mt. Lemmon Survey      |

## 407401-407500
| Nom    | Designació provisional | Data de descobriment   | Lloc de descobriment | Descobridor/s        |
| ------ | ---------------------- | ---------------------- | -------------------- | -------------------- |
| 407401 | 2010 TT28              | 30 de setembre de 2006 | Mount Lemmon         | Mt. Lemmon Survey    |
| 407402 | 2010 TZ30              | 14 de setembre de 2010 | Kitt Peak            | Spacewatch           |
| 407403 | 2010 TA32              | 2 d'octubre de 2010    | Kitt Peak            | Spacewatch           |
| 407404 | 2010 TQ32              | 15 de novembre de 2006 | Kitt Peak            | Spacewatch           |
| 407405 | 2010 TV40              | 6 d'abril de 2008      | Mount Lemmon         | Mt. Lemmon Survey    |
| 407406 | 2010 TV44              | 3 d'octubre de 2010    | Kitt Peak            | Spacewatch           |
| 407407 | 2010 TZ65              | 2 de març de 2008      | Kitt Peak            | Spacewatch           |
| 407408 | 2010 TY77              | 17 de setembre de 2010 | Kitt Peak            | Spacewatch           |
| 407409 | 2010 TQ80              | 15 de maig de 2009     | Kitt Peak            | Spacewatch           |
| 407410 | 2010 TZ81              | 18 de novembre de 2006 | Mount Lemmon         | Mt. Lemmon Survey    |
| 407411 | 2010 TR82              | 23 d'octubre de 2006   | Kitt Peak            | Spacewatch           |
| 407412 | 2010 TR89              | 13 de març de 2008     | Kitt Peak            | Spacewatch           |
| 407413 | 2010 TM91              | 17 de setembre de 2010 | Kitt Peak            | Spacewatch           |
| 407414 | 2010 TF93              | 19 d'octubre de 2006   | Kitt Peak            | Spacewatch           |
| 407415 | 2010 TK94              | 18 de setembre de 2006 | Kitt Peak            | Spacewatch           |
| 407416 | 2010 TO94              | 28 de març de 2008     | Mount Lemmon         | Mt. Lemmon Survey    |
| 407417 | 2010 TZ94              | 27 d'octubre de 2006   | Mount Lemmon         | Mt. Lemmon Survey    |
| 407418 | 2010 TM97              | 20 d'octubre de 2006   | Mount Lemmon         | Mt. Lemmon Survey    |
| 407419 | 2010 TA99              | 2 d'octubre de 2006    | Mount Lemmon         | Mt. Lemmon Survey    |
| 407420 | 2010 TT99              | 1 d'octubre de 2010    | Mount Lemmon         | Mt. Lemmon Survey    |
| 407421 | 2010 TA100             | 4 de setembre de 2010  | Kitt Peak            | Spacewatch           |
| 407422 | 2010 TB100             | 16 de setembre de 2010 | Kitt Peak            | Spacewatch           |
| 407423 | 2010 TJ100             | 16 de setembre de 2010 | Kitt Peak            | Spacewatch           |
| 407424 | 2010 TF103             | 17 d'octubre de 2006   | Mount Lemmon         | Mt. Lemmon Survey    |
| 407425 | 2010 TX108             | 17 de març de 2004     | Kitt Peak            | Spacewatch           |
| 407426 | 2010 TM115             | 13 d'abril de 2004     | Kitt Peak            | Spacewatch           |
| 407427 | 2010 TV126             | 14 de novembre de 2006 | Kitt Peak            | Spacewatch           |
| 407428 | 2010 TY126             | 11 de març de 2008     | Kitt Peak            | Spacewatch           |
| 407429 | 2010 TS136             | 30 de setembre de 2006 | Mount Lemmon         | Mt. Lemmon Survey    |
| 407430 | 2010 TR140             | 10 de març de 2008     | Kitt Peak            | Spacewatch           |
| 407431 | 2010 TP141             | 7 de febrer de 2008    | Kitt Peak            | Spacewatch           |
| 407432 | 2010 TG143             | 11 d'octubre de 2010   | Mount Lemmon         | Mt. Lemmon Survey    |
| 407433 | 2010 TM143             | 11 d'octubre de 2010   | Mount Lemmon         | Mt. Lemmon Survey    |
| 407434 | 2010 TG162             | 30 d'octubre de 2006   | Catalina             | CSS                  |
| 407435 | 2010 TO168             | 29 d'agost de 2006     | Catalina             | CSS                  |
| 407436 | 2010 TU168             | 9 d'agost de 2010      | Kitt Peak            | Spacewatch           |
| 407437 | 2010 TG170             | 8 d'octubre de 2010    | Catalina             | CSS                  |
| 407438 | 2010 TO171             | 21 de desembre de 2006 | Kitt Peak            | Spacewatch           |
| 407439 | 2010 TN174             | 23 d'octubre de 2006   | Kitt Peak            | Spacewatch           |
| 407440 | 2010 TB179             | 10 de setembre de 2010 | Kitt Peak            | Spacewatch           |
| 407441 | 2010 TQ181             | 11 de març de 2008     | Mount Lemmon         | Mt. Lemmon Survey    |
| 407442 | 2010 TH182             | 13 d'octubre de 2010   | Mount Lemmon         | Mt. Lemmon Survey    |
| 407443 | 2010 TT186             | 3 d'abril de 2008      | Mount Lemmon         | Mt. Lemmon Survey    |
| 407444 | 2010 TS187             | 6 de març de 2008      | Mount Lemmon         | Mt. Lemmon Survey    |
| 407445 | 2010 UR                | 18 de setembre de 2010 | Mount Lemmon         | Mt. Lemmon Survey    |
| 407446 | 2010 UY                | 1 d'octubre de 2005    | Mount Lemmon         | Mt. Lemmon Survey    |
| 407447 | 2010 UP1               | 13 de desembre de 2006 | Kitt Peak            | Spacewatch           |
| 407448 | 2010 UE10              | 13 d'octubre de 2010   | Catalina             | CSS                  |
| 407449 | 2010 UO19              | 10 de juliol de 2005   | Kitt Peak            | Spacewatch           |
| 407450 | 2010 US21              | 6 de març de 2008      | Mount Lemmon         | Mt. Lemmon Survey    |
| 407451 | 2010 UQ26              | 28 d'octubre de 2010   | Mount Lemmon         | Mt. Lemmon Survey    |
| 407452 | 2010 UW27              | 3 d'octubre de 2005    | Catalina             | CSS                  |
| 407453 | 2010 UV30              | 16 de setembre de 2010 | Kitt Peak            | Spacewatch           |
| 407454 | 2010 US35              | 29 de març de 2008     | Kitt Peak            | Spacewatch           |
| 407455 | 2010 UK37              | 29 d'octubre de 2010   | Mount Lemmon         | Mt. Lemmon Survey    |
| 407456 | 2010 UV39              | 16 de novembre de 2006 | Kitt Peak            | Spacewatch           |
| 407457 | 2010 UT43              | 19 d'octubre de 2010   | Mount Lemmon         | Mt. Lemmon Survey    |
| 407458 | 2010 UQ44              | 13 d'octubre de 2010   | Mount Lemmon         | Mt. Lemmon Survey    |
| 407459 | 2010 UO49              | 29 de març de 2008     | Mount Lemmon         | Mt. Lemmon Survey    |
| 407460 | 2010 UR50              | 17 de gener de 2007    | Catalina             | CSS                  |
| 407461 | 2010 UT56              | 1 de maig de 2008      | Siding Spring        | Siding Spring Survey |
| 407462 | 2010 UH60              | 29 d'octubre de 2010   | Kitt Peak            | Spacewatch           |
| 407463 | 2010 UC62              | 26 de febrer de 2003   | Campo Imperatore     | CINEOS               |
| 407464 | 2010 UC64              | 19 de setembre de 2001 | Socorro              | LINEAR               |
| 407465 | 2010 UF64              | 27 d'agost de 2001     | Kitt Peak            | Spacewatch           |
| 407466 | 2010 UB72              | 13 de setembre de 2005 | Kitt Peak            | Spacewatch           |
| 407467 | 2010 UN72              | 18 de novembre de 2006 | Kitt Peak            | Spacewatch           |
| 407468 | 2010 UK76              | 30 d'octubre de 2010   | Kitt Peak            | Spacewatch           |
| 407469 | 2010 UJ79              | 10 de març de 2008     | Kitt Peak            | Spacewatch           |
| 407470 | 2010 UG80              | 30 d'octubre de 2010   | Mount Lemmon         | Mt. Lemmon Survey    |
| 407471 | 2010 UX81              | 1 de novembre de 2005  | Mount Lemmon         | Mt. Lemmon Survey    |
| 407472 | 2010 UX84              | 25 de novembre de 2006 | Mount Lemmon         | Mt. Lemmon Survey    |
| 407473 | 2010 UG93              | 8 d'octubre de 2005    | Catalina             | CSS                  |
| 407474 | 2010 UP93              | 13 d'octubre de 2010   | Mount Lemmon         | Mt. Lemmon Survey    |
| 407475 | 2010 UQ95              | 21 de setembre de 2001 | Socorro              | LINEAR               |
| 407476 | 2010 UV95              | 20 de novembre de 2006 | Kitt Peak            | Spacewatch           |
| 407477 | 2010 UZ95              | 15 de novembre de 2006 | Catalina             | CSS                  |
| 407478 | 2010 UG100             | 30 d'octubre de 2010   | Mount Lemmon         | Mt. Lemmon Survey    |
| 407479 | 2010 UO100             | 13 d'octubre de 2010   | Mount Lemmon         | Mt. Lemmon Survey    |
| 407480 | 2010 UW101             | 17 de novembre de 2006 | Mount Lemmon         | Mt. Lemmon Survey    |
| 407481 | 2010 UU102             | 7 de desembre de 2001  | Kitt Peak            | Spacewatch           |
| 407482 | 2010 UU104             | 19 de setembre de 1995 | Kitt Peak            | Spacewatch           |
| 407483 | 2010 UM106             | 30 d'octubre de 2010   | Mount Lemmon         | Mt. Lemmon Survey    |
| 407484 | 2010 VL12              | 3 de setembre de 2010  | Mount Lemmon         | Mt. Lemmon Survey    |
| 407485 | 2010 VB15              | 22 de gener de 1998    | Kitt Peak            | Spacewatch           |
| 407486 | 2010 VF19              | 20 de novembre de 2006 | Kitt Peak            | Spacewatch           |
| 407487 | 2010 VK21              | 20 d'octubre de 2001   | Socorro              | LINEAR               |
| 407488 | 2010 VG34              | 20 de novembre de 2001 | Socorro              | LINEAR               |
| 407489 | 2010 VN48              | 23 d'octubre de 2006   | Mount Lemmon         | Mt. Lemmon Survey    |
| 407490 | 2010 VN52              | 11 de setembre de 2010 | Mount Lemmon         | Mt. Lemmon Survey    |
| 407491 | 2010 VB55              | 1 d'octubre de 2005    | Kitt Peak            | Spacewatch           |
| 407492 | 2010 VQ58              | 13 d'octubre de 2010   | Mount Lemmon         | Mt. Lemmon Survey    |
| 407493 | 2010 VZ64              | 7 de novembre de 2010  | Kitt Peak            | Spacewatch           |
| 407494 | 2010 VR73              | 23 de novembre de 2006 | Kitt Peak            | Spacewatch           |
| 407495 | 2010 VJ76              | 20 de novembre de 2001 | Socorro              | LINEAR               |
| 407496 | 2010 VE77              | 27 de novembre de 2006 | Mount Lemmon         | Mt. Lemmon Survey    |
| 407497 | 2010 VV83              | 13 de setembre de 2005 | Kitt Peak            | Spacewatch           |
| 407498 | 2010 VC84              | 28 d'octubre de 2010   | Kitt Peak            | Spacewatch           |
| 407499 | 2010 VM84              | 26 de setembre de 2005 | Kitt Peak            | Spacewatch           |
| 407500 | 2010 VZ85              | 4 de setembre de 2010  | Kitt Peak            | Spacewatch           |

## 407501-407600
| Nom    | Designació provisional | Data de descobriment   | Lloc de descobriment | Descobridor/s     |
| ------ | ---------------------- | ---------------------- | -------------------- | ----------------- |
| 407501 | 2010 VF89              | 6 de novembre de 2010  | Kitt Peak            | Spacewatch        |
| 407502 | 2010 VD90              | 14 de març de 2007     | Kitt Peak            | Spacewatch        |
| 407503 | 2010 VP91              | 28 de setembre de 1997 | Kitt Peak            | Spacewatch        |
| 407504 | 2010 VL95              | 8 de novembre de 2010  | Mount Lemmon         | Mt. Lemmon Survey |
| 407505 | 2010 VZ97              | 19 de novembre de 2001 | Socorro              | LINEAR            |
| 407506 | 2010 VH98              | 1 de novembre de 2010  | Mount Lemmon         | Mt. Lemmon Survey |
| 407507 | 2010 VQ101             | 5 de novembre de 2010  | Kitt Peak            | Spacewatch        |
| 407508 | 2010 VJ103             | 5 de novembre de 2010  | Kitt Peak            | Spacewatch        |
| 407509 | 2010 VZ104             | 29 de setembre de 2005 | Mount Lemmon         | Mt. Lemmon Survey |
| 407510 | 2010 VD105             | 12 de març de 2008     | Mount Lemmon         | Mt. Lemmon Survey |
| 407511 | 2010 VL114             | 29 d'octubre de 2010   | Kitt Peak            | Spacewatch        |
| 407512 | 2010 VS114             | 27 de gener de 2007    | Mount Lemmon         | Mt. Lemmon Survey |
| 407513 | 2010 VS115             | 29 de març de 2008     | Mount Lemmon         | Mt. Lemmon Survey |
| 407514 | 2010 VL128             | 2 de novembre de 2010  | Mount Lemmon         | Mt. Lemmon Survey |
| 407515 | 2010 VR134             | 11 d'abril de 2008     | Kitt Peak            | Spacewatch        |
| 407516 | 2010 VU134             | 28 d'octubre de 1997   | Kitt Peak            | Spacewatch        |
| 407517 | 2010 VV135             | 21 d'octubre de 1995   | Kitt Peak            | Spacewatch        |
| 407518 | 2010 VQ136             | 10 de novembre de 2010 | Mount Lemmon         | Mt. Lemmon Survey |
| 407519 | 2010 VZ140             | 13 d'abril de 2008     | Mount Lemmon         | Mt. Lemmon Survey |
| 407520 | 2010 VW150             | 10 de gener de 2007    | Kitt Peak            | Spacewatch        |
| 407521 | 2010 VC158             | 28 de març de 2008     | Mount Lemmon         | Mt. Lemmon Survey |
| 407522 | 2010 VS161             | 14 d'abril de 2008     | Kitt Peak            | Spacewatch        |
| 407523 | 2010 VU172             | 10 de novembre de 2010 | Mount Lemmon         | Mt. Lemmon Survey |
| 407524 | 2010 VA174             | 30 d'octubre de 2010   | Kitt Peak            | Spacewatch        |
| 407525 | 2010 VY174             | 30 de març de 2008     | Kitt Peak            | Spacewatch        |
| 407526 | 2010 VT191             | 16 de febrer de 2007   | Catalina             | CSS               |
| 407527 | 2010 VG192             | 1 de setembre de 2005  | Kitt Peak            | Spacewatch        |
| 407528 | 2010 VM196             | 1 de març de 2008      | Kitt Peak            | Spacewatch        |
| 407529 | 2010 VL200             | 16 de gener de 2007    | Catalina             | CSS               |
| 407530 | 2010 VG201             | 27 de gener de 2007    | Mount Lemmon         | Mt. Lemmon Survey |
| 407531 | 2010 VH203             | 11 d'octubre de 2010   | Mount Lemmon         | Mt. Lemmon Survey |
| 407532 | 2010 VV205             | 5 d'abril de 2008      | Mount Lemmon         | Mt. Lemmon Survey |
| 407533 | 2010 VP207             | 31 de març de 2008     | Kitt Peak            | Spacewatch        |
| 407534 | 2010 VQ211             | 11 de setembre de 2010 | Mount Lemmon         | Mt. Lemmon Survey |
| 407535 | 2010 VQ217             | 25 d'octubre de 2005   | Kitt Peak            | Spacewatch        |
| 407536 | 2010 WB7               | 29 de novembre de 2005 | Kitt Peak            | Spacewatch        |
| 407537 | 2010 WO8               | 3 de novembre de 2010  | Mount Lemmon         | Mt. Lemmon Survey |
| 407538 | 2010 WX13              | 28 de novembre de 2006 | Mount Lemmon         | Mt. Lemmon Survey |
| 407539 | 2010 WJ15              | 13 de setembre de 2005 | Kitt Peak            | Spacewatch        |
| 407540 | 2010 WP21              | 29 de setembre de 2005 | Mount Lemmon         | Mt. Lemmon Survey |
| 407541 | 2010 WH27              | 25 de novembre de 2005 | Kitt Peak            | Spacewatch        |
| 407542 | 2010 WV27              | 14 de novembre de 2010 | Kitt Peak            | Spacewatch        |
| 407543 | 2010 WF30              | 30 d'octubre de 2005   | Kitt Peak            | Spacewatch        |
| 407544 | 2010 WT32              | 12 de gener de 1996    | Kitt Peak            | Spacewatch        |
| 407545 | 2010 WL48              | 2 de novembre de 2010  | Kitt Peak            | Spacewatch        |
| 407546 | 2010 WA50              | 13 de desembre de 2006 | Catalina             | CSS               |
| 407547 | 2010 WD52              | 10 de novembre de 2010 | Kitt Peak            | Spacewatch        |
| 407548 | 2010 WD55              | 27 de març de 2003     | Kitt Peak            | Spacewatch        |
| 407549 | 2010 WP64              | 19 de novembre de 2006 | Kitt Peak            | Spacewatch        |
| 407550 | 2010 WK71              | 26 de febrer de 2008   | Mount Lemmon         | Mt. Lemmon Survey |
| 407551 | 2010 WW73              | 11 de novembre de 2004 | Anderson Mesa        | LONEOS            |
| 407552 | 2010 XR9               | 27 de desembre de 2006 | Mount Lemmon         | Mt. Lemmon Survey |
| 407553 | 2010 XD30              | 25 de novembre de 2006 | Kitt Peak            | Spacewatch        |
| 407554 | 2010 XM30              | 10 de novembre de 2005 | Mount Lemmon         | Mt. Lemmon Survey |
| 407555 | 2010 XW33              | 25 d'octubre de 2005   | Kitt Peak            | Spacewatch        |
| 407556 | 2010 XJ36              | 14 de novembre de 2010 | Mount Lemmon         | Mt. Lemmon Survey |
| 407557 | 2010 XK45              | 10 de novembre de 2010 | Mount Lemmon         | Mt. Lemmon Survey |
| 407558 | 2010 XE62              | 22 de desembre de 2005 | Catalina             | CSS               |
| 407559 | 2010 XA65              | 6 de novembre de 2010  | Kitt Peak            | Spacewatch        |
| 407560 | 2010 XN65              | 28 de febrer de 2008   | Kitt Peak            | Spacewatch        |
| 407561 | 2010 XE66              | 23 de gener de 2006    | Kitt Peak            | Spacewatch        |
| 407562 | 2010 XT75              | 4 de juliol de 2005    | Mount Lemmon         | Mt. Lemmon Survey |
| 407563 | 2010 XA78              | 14 de desembre de 2006 | Kitt Peak            | Spacewatch        |
| 407564 | 2010 XG79              | 17 de desembre de 2001 | Kitt Peak            | Spacewatch        |
| 407565 | 2010 XG86              | 7 de desembre de 2005  | Kitt Peak            | Spacewatch        |
| 407566 | 2010 XH86              | 13 de novembre de 2010 | Kitt Peak            | Spacewatch        |
| 407567 | 2010 XJ86              | 28 de setembre de 2006 | Mount Lemmon         | Mt. Lemmon Survey |
| 407568 | 2010 YR2               | 26 d'abril de 2007     | Kitt Peak            | Spacewatch        |
| 407569 | 2010 YA3               | 9 de desembre de 2001  | Socorro              | LINEAR            |
| 407570 | 2010 YU3               | 27 d'octubre de 2009   | Mount Lemmon         | Mt. Lemmon Survey |
| 407571 | 2011 AY4               | 7 de novembre de 2010  | Mount Lemmon         | Mt. Lemmon Survey |
| 407572 | 2011 AY6               | 22 de setembre de 2009 | Catalina             | CSS               |
| 407573 | 2011 AE8               | 31 de desembre de 1994 | Kitt Peak            | Spacewatch        |
| 407574 | 2011 AX8               | 14 de desembre de 2010 | Mount Lemmon         | Mt. Lemmon Survey |
| 407575 | 2011 AS9               | 15 de novembre de 2010 | Mount Lemmon         | Mt. Lemmon Survey |
| 407576 | 2011 AH11              | 17 de febrer de 2007   | Catalina             | CSS               |
| 407577 | 2011 AT20              | 25 d'agost de 1998     | Caussols             | ODAS              |
| 407578 | 2011 AA31              | 26 de gener de 2000    | Kitt Peak            | Spacewatch        |
| 407579 | 2011 AU32              | 30 de desembre de 2005 | Mount Lemmon         | Mt. Lemmon Survey |
| 407580 | 2011 AZ33              | 2 d'octubre de 2009    | Mount Lemmon         | Mt. Lemmon Survey |
| 407581 | 2011 AW39              | 27 de gener de 2006    | Kitt Peak            | Spacewatch        |
| 407582 | 2011 AQ44              | 24 de setembre de 2009 | Kitt Peak            | Spacewatch        |
| 407583 | 2011 AE46              | 5 de gener de 2000     | Kitt Peak            | Spacewatch        |
| 407584 | 2011 AL47              | 11 de gener de 2011    | Catalina             | CSS               |
| 407585 | 2011 AA48              | 26 de desembre de 2005 | Mount Lemmon         | Mt. Lemmon Survey |
| 407586 | 2011 AD48              | 21 de gener de 2010    | WISE                 | WISE              |
| 407587 | 2011 AF55              | 6 de desembre de 2010  | Mount Lemmon         | Mt. Lemmon Survey |
| 407588 | 2011 AE56              | 29 d'agost de 2009     | Kitt Peak            | Spacewatch        |
| 407589 | 2011 AG61              | 16 de maig de 2007     | Mount Lemmon         | Mt. Lemmon Survey |
| 407590 | 2011 AU65              | 19 de setembre de 2003 | Kitt Peak            | Spacewatch        |
| 407591 | 2011 AF68              | 20 de setembre de 2003 | Kitt Peak            | Spacewatch        |
| 407592 | 2011 AK72              | 11 de desembre de 2001 | Socorro              | LINEAR            |
| 407593 | 2011 AH75              | 3 de novembre de 2010  | Mount Lemmon         | Mt. Lemmon Survey |
| 407594 | 2011 AT75              | 28 de setembre de 2003 | Anderson Mesa        | LONEOS            |
| 407595 | 2011 AR76              | 11 de novembre de 2010 | Mount Lemmon         | Mt. Lemmon Survey |
| 407596 | 2011 AL78              | 23 de gener de 2006    | Kitt Peak            | Spacewatch        |
| 407597 | 2011 AQ79              | 30 de gener de 2006    | Kitt Peak            | Spacewatch        |
| 407598 | 2011 BP9               | 30 d'octubre de 2009   | Mount Lemmon         | Mt. Lemmon Survey |
| 407599 | 2011 BQ10              | 12 de gener de 2011    | Kitt Peak            | Spacewatch        |
| 407600 | 2011 BV27              | 13 de març de 2005     | Mount Lemmon         | Mt. Lemmon Survey |

## 407601-407700
| Nom    | Designació provisional | Data de descobriment   | Lloc de descobriment | Descobridor/s     |
| ------ | ---------------------- | ---------------------- | -------------------- | ----------------- |
| 407601 | 2011 BO32              | 17 de setembre de 2009 | Kitt Peak            | Spacewatch        |
| 407602 | 2011 BL52              | 27 de febrer de 2000   | Catalina             | CSS               |
| 407603 | 2011 BA54              | 7 de febrer de 2000    | Kitt Peak            | Spacewatch        |
| 407604 | 2011 BS56              | 21 de novembre de 2009 | Mount Lemmon         | Mt. Lemmon Survey |
| 407605 | 2011 BB60              | 4 de novembre de 2004  | Kitt Peak            | Spacewatch        |
| 407606 | 2011 BR80              | 16 d'octubre de 2009   | Catalina             | CSS               |
| 407607 | 2011 BD83              | 11 de març de 2007     | Kitt Peak            | Spacewatch        |
| 407608 | 2011 BB96              | 3 de febrer de 2000    | Kitt Peak            | Spacewatch        |
| 407609 | 2011 BY100             | 1 d'octubre de 2009    | Mount Lemmon         | Mt. Lemmon Survey |
| 407610 | 2011 BZ102             | 29 de setembre de 2009 | Mount Lemmon         | Mt. Lemmon Survey |
| 407611 | 2011 BH115             | 13 de desembre de 2004 | Kitt Peak            | Spacewatch        |
| 407612 | 2011 BX116             | 26 de gener de 2006    | Mount Lemmon         | Mt. Lemmon Survey |
| 407613 | 2011 BC118             | 9 de gener de 2006     | Kitt Peak            | Spacewatch        |
| 407614 | 2011 BB120             | 17 de setembre de 2003 | Kitt Peak            | Spacewatch        |
| 407615 | 2011 BH122             | 21 d'octubre de 2003   | Kitt Peak            | Spacewatch        |
| 407616 | 2011 CP1               | 22 de gener de 2010    | WISE                 | WISE              |
| 407617 | 2011 CG4               | 30 de juliol de 2008   | Kitt Peak            | Spacewatch        |
| 407618 | 2011 CR7               | 20 d'agost de 2008     | Kitt Peak            | Spacewatch        |
| 407619 | 2011 CZ15              | 8 de gener de 1994     | Kitt Peak            | Spacewatch        |
| 407620 | 2011 CP16              | 25 de febrer de 2006   | Kitt Peak            | Spacewatch        |
| 407621 | 2011 CN23              | 19 de setembre de 2003 | Kitt Peak            | Spacewatch        |
| 407622 | 2011 CD33              | 14 d'octubre de 2004   | Kitt Peak            | Spacewatch        |
| 407623 | 2011 CU47              | 13 de gener de 2011    | Kitt Peak            | Spacewatch        |
| 407624 | 2011 CF49              | 20 de setembre de 2003 | Kitt Peak            | Spacewatch        |
| 407625 | 2011 CU70              | 16 de gener de 2005    | Socorro              | LINEAR            |
| 407626 | 2011 CL74              | 12 de febrer de 2011   | Catalina             | CSS               |
| 407627 | 2011 CO74              | 3 de novembre de 2004  | Kitt Peak            | Spacewatch        |
| 407628 | 2011 CY75              | 10 de desembre de 2004 | Kitt Peak            | Spacewatch        |
| 407629 | 2011 CA76              | 26 d'octubre de 2009   | Mount Lemmon         | Mt. Lemmon Survey |
| 407630 | 2011 CF76              | 28 de desembre de 2005 | Mount Lemmon         | Mt. Lemmon Survey |
| 407631 | 2011 CP83              | 6 de setembre de 2008  | Mount Lemmon         | Mt. Lemmon Survey |
| 407632 | 2011 CZ91              | 7 de setembre de 2008  | Mount Lemmon         | Mt. Lemmon Survey |
| 407633 | 2011 DF                | 28 de setembre de 2008 | Catalina             | CSS               |
| 407634 | 2011 DJ6               | 27 de febrer de 2006   | Kitt Peak            | Spacewatch        |
| 407635 | 2011 DB9               | 22 de febrer de 2006   | Mount Lemmon         | Mt. Lemmon Survey |
| 407636 | 2011 DV24              | 5 de desembre de 1999  | Catalina             | CSS               |
| 407637 | 2011 DQ31              | 25 de febrer de 2011   | Kitt Peak            | Spacewatch        |
| 407638 | 2011 DP41              | 25 de febrer de 2011   | Mount Lemmon         | Mt. Lemmon Survey |
| 407639 | 2011 DZ49              | 2 de març de 2005      | Catalina             | CSS               |
| 407640 | 2011 EM                | 16 d'octubre de 2009   | Catalina             | CSS               |
| 407641 | 2011 EF16              | 1 d'abril de 2000      | Kitt Peak            | Spacewatch        |
| 407642 | 2011 EQ54              | 26 d'octubre de 2009   | Mount Lemmon         | Mt. Lemmon Survey |
| 407643 | 2011 EK63              | 29 d'abril de 2006     | Kitt Peak            | Spacewatch        |
| 407644 | 2011 EL63              | 1 de juny de 2006      | Mount Lemmon         | Mt. Lemmon Survey |
| 407645 | 2011 EF76              | 3 d'octubre de 2003    | Kitt Peak            | Spacewatch        |
| 407646 | 2011 FB3               | 29 de setembre de 2003 | Kitt Peak            | Spacewatch        |
| 407647 | 2011 FM17              | 20 d'abril de 2006     | Catalina             | CSS               |
| 407648 | 2011 FU47              | 29 de març de 2011     | Kitt Peak            | Spacewatch        |
| 407649 | 2011 FK70              | 16 de gener de 2005    | Socorro              | LINEAR            |
| 407650 | 2011 FV123             | 9 de setembre de 2008  | Mount Lemmon         | Mt. Lemmon Survey |
| 407651 | 2011 GJ56              | 9 de març de 2005      | Catalina             | CSS               |
| 407652 | 2011 GK88              | 27 de gener de 2006    | Mount Lemmon         | Mt. Lemmon Survey |
| 407653 | 2011 QF3               | 20 d'agost de 2011     | Haleakala            | Pan-STARRS 1      |
| 407654 | 2011 SP37              | 28 de setembre de 1992 | Kitt Peak            | Spacewatch        |
| 407655 | 2011 SF100             | 11 d'abril de 2010     | Kitt Peak            | Spacewatch        |
| 407656 | 2011 SL102             | 17 de maig de 2009     | Kitt Peak            | Spacewatch        |
| 407657 | 2011 SM139             | 1 de novembre de 2008  | Mount Lemmon         | Mt. Lemmon Survey |
| 407658 | 2011 SS159             | 6 de maig de 2010      | Mount Lemmon         | Mt. Lemmon Survey |
| 407659 | 2011 SU163             | 23 de setembre de 2011 | Kitt Peak            | Spacewatch        |
| 407660 | 2011 SD166             | 22 de desembre de 2008 | Kitt Peak            | Spacewatch        |
| 407661 | 2011 SV166             | 7 de gener de 2006     | Kitt Peak            | Spacewatch        |
| 407662 | 2011 SR177             | 8 de setembre de 2011  | Kitt Peak            | Spacewatch        |
| 407663 | 2011 SO179             | 16 de setembre de 2004 | Anderson Mesa        | LONEOS            |
| 407664 | 2011 SG181             | 26 de setembre de 2011 | Kitt Peak            | Spacewatch        |
| 407665 | 2011 SN182             | 19 de setembre de 2001 | Socorro              | LINEAR            |
| 407666 | 2011 SL183             | 31 de març de 2009     | Mount Lemmon         | Mt. Lemmon Survey |
| 407667 | 2011 SY185             | 29 d'octubre de 2008   | Kitt Peak            | Spacewatch        |
| 407668 | 2011 SE189             | 25 de febrer de 2006   | Kitt Peak            | Spacewatch        |
| 407669 | 2011 SA220             | 14 d'abril de 2007     | Mount Lemmon         | Mt. Lemmon Survey |
| 407670 | 2011 SC228             | 21 de desembre de 2008 | Kitt Peak            | Spacewatch        |
| 407671 | 2011 SA253             | 20 d'octubre de 2001   | Socorro              | LINEAR            |
| 407672 | 2011 SR260             | 6 d'octubre de 2004    | Kitt Peak            | Spacewatch        |
| 407673 | 2011 SL274             | 8 de novembre de 2008  | Mount Lemmon         | Mt. Lemmon Survey |
| 407674 | 2011 UV14              | 16 de setembre de 2001 | Socorro              | LINEAR            |
| 407675 | 2011 UG27              | 4 de novembre de 2004  | Kitt Peak            | Spacewatch        |
| 407676 | 2011 UX27              | 17 d'octubre de 2011   | Kitt Peak            | Spacewatch        |
| 407677 | 2011 UQ28              | 30 de setembre de 2011 | Mount Lemmon         | Mt. Lemmon Survey |
| 407678 | 2011 UE38              | 19 de febrer de 2009   | Kitt Peak            | Spacewatch        |
| 407679 | 2011 UD42              | 7 de novembre de 2008  | Mount Lemmon         | Mt. Lemmon Survey |
| 407680 | 2011 UT42              | 30 de setembre de 2011 | Kitt Peak            | Spacewatch        |
| 407681 | 2011 UC47              | 30 de setembre de 2011 | Mount Lemmon         | Mt. Lemmon Survey |
| 407682 | 2011 UN49              | 19 de novembre de 1998 | Kitt Peak            | Spacewatch        |
| 407683 | 2011 UJ54              | 6 de maig de 2010      | Mount Lemmon         | Mt. Lemmon Survey |
| 407684 | 2011 UG55              | 20 de gener de 2009    | Catalina             | CSS               |
| 407685 | 2011 UW59              | 9 de gener de 2006     | Kitt Peak            | Spacewatch        |
| 407686 | 2011 UE69              | 29 de setembre de 2011 | Mount Lemmon         | Mt. Lemmon Survey |
| 407687 | 2011 UD83              | 19 d'octubre de 2011   | Kitt Peak            | Spacewatch        |
| 407688 | 2011 UE84              | 19 de desembre de 2004 | Kitt Peak            | Spacewatch        |
| 407689 | 2011 UO84              | 19 d'octubre de 2011   | Kitt Peak            | Spacewatch        |
| 407690 | 2011 UK86              | 20 d'octubre de 2011   | Mount Lemmon         | Mt. Lemmon Survey |
| 407691 | 2011 UJ87              | 15 d'octubre de 1995   | Kitt Peak            | Spacewatch        |
| 407692 | 2011 UV91              | 20 de novembre de 2004 | Kitt Peak            | Spacewatch        |
| 407693 | 2011 UN96              | 19 d'octubre de 2011   | Mount Lemmon         | Mt. Lemmon Survey |
| 407694 | 2011 UD100             | 12 de desembre de 2004 | Kitt Peak            | Spacewatch        |
| 407695 | 2011 UG102             | 30 de desembre de 2008 | Mount Lemmon         | Mt. Lemmon Survey |
| 407696 | 2011 UV102             | 3 de novembre de 2007  | Mount Lemmon         | Mt. Lemmon Survey |
| 407697 | 2011 UC114             | 18 de juliol de 2007   | Mount Lemmon         | Mt. Lemmon Survey |
| 407698 | 2011 UA121             | 11 de setembre de 2001 | Anderson Mesa        | LONEOS            |
| 407699 | 2011 UL123             | 19 d'octubre de 2011   | Mount Lemmon         | Mt. Lemmon Survey |
| 407700 | 2011 UT123             | 2 de desembre de 2008  | Kitt Peak            | Spacewatch        |

## 407701-407800
| Nom    | Designació provisional | Data de descobriment   | Lloc de descobriment | Descobridor/s     |
| ------ | ---------------------- | ---------------------- | -------------------- | ----------------- |
| 407701 | 2011 UH128             | 16 de desembre de 2004 | Kitt Peak            | Spacewatch        |
| 407702 | 2011 UV134             | 11 de novembre de 2004 | Kitt Peak            | Spacewatch        |
| 407703 | 2011 UG136             | 5 de març de 2010      | WISE                 | WISE              |
| 407704 | 2011 UW149             | 1 de gener de 2009     | Mount Lemmon         | Mt. Lemmon Survey |
| 407705 | 2011 UB153             | 15 de juny de 2010     | Mount Lemmon         | Mt. Lemmon Survey |
| 407706 | 2011 UG155             | 5 de desembre de 2008  | Mount Lemmon         | Mt. Lemmon Survey |
| 407707 | 2011 UN164             | 23 de gener de 2006    | Kitt Peak            | Spacewatch        |
| 407708 | 2011 UO194             | 4 d'octubre de 2004    | Kitt Peak            | Spacewatch        |
| 407709 | 2011 UY196             | 10 de setembre de 2007 | Mount Lemmon         | Mt. Lemmon Survey |
| 407710 | 2011 UA202             | 27 de setembre de 2011 | Mount Lemmon         | Mt. Lemmon Survey |
| 407711 | 2011 UF213             | 1 d'octubre de 2011    | Kitt Peak            | Spacewatch        |
| 407712 | 2011 UE251             | 2 de febrer de 2009    | Mount Lemmon         | Mt. Lemmon Survey |
| 407713 | 2011 UB258             | 21 de desembre de 2008 | Mount Lemmon         | Mt. Lemmon Survey |
| 407714 | 2011 UV265             | 10 d'octubre de 2004   | Kitt Peak            | Spacewatch        |
| 407715 | 2011 UD268             | 18 d'abril de 2009     | Catalina             | CSS               |
| 407716 | 2011 UK269             | 4 de novembre de 2004  | Catalina             | CSS               |
| 407717 | 2011 US269             | 29 de gener de 2009    | Mount Lemmon         | Mt. Lemmon Survey |
| 407718 | 2011 UM271             | 14 de gener de 1999    | Kitt Peak            | Spacewatch        |
| 407719 | 2011 UX274             | 5 de desembre de 2005  | Mount Lemmon         | Mt. Lemmon Survey |
| 407720 | 2011 UE294             | 21 d'octubre de 2011   | Mount Lemmon         | Mt. Lemmon Survey |
| 407721 | 2011 UN295             | 2 de novembre de 2000  | Kitt Peak            | Spacewatch        |
| 407722 | 2011 UW297             | 17 d'octubre de 2011   | Kitt Peak            | Spacewatch        |
| 407723 | 2011 UF302             | 17 de setembre de 2004 | Kitt Peak            | Spacewatch        |
| 407724 | 2011 UQ306             | 10 de març de 2002     | Kitt Peak            | Spacewatch        |
| 407725 | 2011 UZ307             | 1 de desembre de 2008  | Mount Lemmon         | Mt. Lemmon Survey |
| 407726 | 2011 UQ308             | 28 d'octubre de 2011   | Mount Lemmon         | Mt. Lemmon Survey |
| 407727 | 2011 UG319             | 16 de desembre de 2004 | Kitt Peak            | Spacewatch        |
| 407728 | 2011 UG320             | 22 de febrer de 2009   | Kitt Peak            | Spacewatch        |
| 407729 | 2011 UH328             | 19 d'octubre de 2011   | Kitt Peak            | Spacewatch        |
| 407730 | 2011 UV337             | 20 de setembre de 2011 | Mount Lemmon         | Mt. Lemmon Survey |
| 407731 | 2011 UP338             | 20 d'octubre de 2008   | Kitt Peak            | Spacewatch        |
| 407732 | 2011 UH343             | 26 d'abril de 2010     | Mount Lemmon         | Mt. Lemmon Survey |
| 407733 | 2011 UO346             | 24 de novembre de 2008 | Mount Lemmon         | Mt. Lemmon Survey |
| 407734 | 2011 US356             | 15 de gener de 2009    | Kitt Peak            | Spacewatch        |
| 407735 | 2011 UJ366             | 22 d'octubre de 2011   | Mount Lemmon         | Mt. Lemmon Survey |
| 407736 | 2011 UX369             | 16 de setembre de 2001 | Socorro              | LINEAR            |
| 407737 | 2011 UZ382             | 27 de desembre de 1997 | Kitt Peak            | Spacewatch        |
| 407738 | 2011 UN398             | 25 d'octubre de 2008   | Kitt Peak            | Spacewatch        |
| 407739 | 2011 UV401             | 30 de desembre de 2000 | Kitt Peak            | Spacewatch        |
| 407740 | 2011 UX401             | 20 de març de 2007     | Mount Lemmon         | Mt. Lemmon Survey |
| 407741 | 2011 VH8               | 2 de setembre de 1998  | Kitt Peak            | Spacewatch        |
| 407742 | 2011 VH12              | 23 d'octubre de 2011   | Kitt Peak            | Spacewatch        |
| 407743 | 2011 VQ16              | 3 de març de 2009      | Mount Lemmon         | Mt. Lemmon Survey |
| 407744 | 2011 VS16              | 9 d'octubre de 2007    | Socorro              | LINEAR            |
| 407745 | 2011 VQ20              | 2 de gener de 2009     | Kitt Peak            | Spacewatch        |
| 407746 | 2011 VO21              | 7 d'octubre de 2008    | Mount Lemmon         | Mt. Lemmon Survey |
| 407747 | 2011 WM1               | 7 de maig de 2006      | Mount Lemmon         | Mt. Lemmon Survey |
| 407748 | 2011 WZ10              | 19 d'abril de 2009     | Mount Lemmon         | Mt. Lemmon Survey |
| 407749 | 2011 WG13              | 19 d'agost de 2001     | Socorro              | LINEAR            |
| 407750 | 2011 WE17              | 13 de novembre de 2007 | Kitt Peak            | Spacewatch        |
| 407751 | 2011 WM22              | 15 de setembre de 2007 | Kitt Peak            | Spacewatch        |
| 407752 | 2011 WB27              | 18 de desembre de 2004 | Mount Lemmon         | Mt. Lemmon Survey |
| 407753 | 2011 WR33              | 4 de novembre de 2004  | Kitt Peak            | Spacewatch        |
| 407754 | 2011 WQ35              | 15 de novembre de 2011 | Kitt Peak            | Spacewatch        |
| 407755 | 2011 WO42              | 20 de febrer de 2009   | Kitt Peak            | Spacewatch        |
| 407756 | 2011 WM48              | 16 de març de 2007     | Catalina             | CSS               |
| 407757 | 2011 WW54              | 15 de desembre de 2004 | Campo Imperatore     | CINEOS            |
| 407758 | 2011 WE57              | 26 d'abril de 2006     | Kitt Peak            | Spacewatch        |
| 407759 | 2011 WZ60              | 31 de gener de 2009    | Kitt Peak            | Spacewatch        |
| 407760 | 2011 WH63              | 1 de febrer de 2009    | Kitt Peak            | Spacewatch        |
| 407761 | 2011 WE68              | 30 de desembre de 2008 | Kitt Peak            | Spacewatch        |
| 407762 | 2011 WL70              | 28 de febrer de 2009   | Kitt Peak            | Spacewatch        |
| 407763 | 2011 WE76              | 11 de maig de 2010     | Mount Lemmon         | Mt. Lemmon Survey |
| 407764 | 2011 WM76              | 9 de novembre de 2007  | Kitt Peak            | Spacewatch        |
| 407765 | 2011 WK79              | 4 de desembre de 1996  | Kitt Peak            | Spacewatch        |
| 407766 | 2011 WB82              | 1 de novembre de 2007  | Mount Lemmon         | Mt. Lemmon Survey |
| 407767 | 2011 WU88              | 9 de setembre de 2007  | Anderson Mesa        | LONEOS            |
| 407768 | 2011 WT89              | 31 de gener de 2009    | Mount Lemmon         | Mt. Lemmon Survey |
| 407769 | 2011 WX89              | 7 de setembre de 2004  | Kitt Peak            | Spacewatch        |
| 407770 | 2011 WD93              | 19 de març de 2009     | Mount Lemmon         | Mt. Lemmon Survey |
| 407771 | 2011 WD109             | 18 de desembre de 2001 | Socorro              | LINEAR            |
| 407772 | 2011 WS110             | 25 d'abril de 2003     | Kitt Peak            | Spacewatch        |
| 407773 | 2011 WV114             | 7 de gener de 2005     | Campo Imperatore     | CINEOS            |
| 407774 | 2011 WE115             | 19 de desembre de 2007 | Mount Lemmon         | Mt. Lemmon Survey |
| 407775 | 2011 WY116             | 10 de setembre de 2007 | Mount Lemmon         | Mt. Lemmon Survey |
| 407776 | 2011 WK121             | 18 de gener de 2005    | Kitt Peak            | Spacewatch        |
| 407777 | 2011 WL128             | 17 de novembre de 2011 | Kitt Peak            | Spacewatch        |
| 407778 | 2011 WA129             | 2 de setembre de 2007  | Mount Lemmon         | Mt. Lemmon Survey |
| 407779 | 2011 WP147             | 13 de setembre de 2007 | Mount Lemmon         | Mt. Lemmon Survey |
| 407780 | 2011 WQ153             | 18 de novembre de 2003 | Kitt Peak            | Spacewatch        |
| 407781 | 2011 YU1               | 4 de març de 2005      | Mount Lemmon         | Mt. Lemmon Survey |
| 407782 | 2011 YW2               | 9 de març de 2005      | Kitt Peak            | Spacewatch        |
| 407783 | 2011 YM4               | 16 de desembre de 2007 | Mount Lemmon         | Mt. Lemmon Survey |
| 407784 | 2011 YS5               | 13 de gener de 2008    | Mount Lemmon         | Mt. Lemmon Survey |
| 407785 | 2011 YX5               | 7 de novembre de 2007  | Catalina             | CSS               |
| 407786 | 2011 YD6               | 28 d'agost de 2006     | Kitt Peak            | Spacewatch        |
| 407787 | 2011 YQ7               | 28 de setembre de 2006 | Catalina             | CSS               |
| 407788 | 2011 YA9               | 31 de març de 2009     | Mount Lemmon         | Mt. Lemmon Survey |
| 407789 | 2011 YT17              | 30 de novembre de 2003 | Socorro              | LINEAR            |
| 407790 | 2011 YL18              | 17 de gener de 2009    | Kitt Peak            | Spacewatch        |
| 407791 | 2011 YT19              | 21 d'octubre de 2003   | Kitt Peak            | Spacewatch        |
| 407792 | 2011 YX19              | 11 d'octubre de 2010   | Mount Lemmon         | Mt. Lemmon Survey |
| 407793 | 2011 YF20              | 27 de desembre de 2003 | Socorro              | LINEAR            |
| 407794 | 2011 YH21              | 19 d'octubre de 2007   | Mount Lemmon         | Mt. Lemmon Survey |
| 407795 | 2011 YJ25              | 19 d'octubre de 1999   | Kitt Peak            | Spacewatch        |
| 407796 | 2011 YO33              | 10 de desembre de 2004 | Kitt Peak            | Spacewatch        |
| 407797 | 2011 YS35              | 27 de novembre de 2011 | Mount Lemmon         | Mt. Lemmon Survey |
| 407798 | 2011 YV46              | 10 de febrer de 2008   | Kitt Peak            | Spacewatch        |
| 407799 | 2011 YS50              | 10 de febrer de 2008   | Kitt Peak            | Spacewatch        |
| 407800 | 2011 YV51              | 17 d'abril de 2005     | Kitt Peak            | Spacewatch        |

## 407801-407900
| Nom    | Designació provisional | Data de descobriment   | Lloc de descobriment | Descobridor/s        |
| ------ | ---------------------- | ---------------------- | -------------------- | -------------------- |
| 407801 | 2011 YF54              | 13 de gener de 2005    | Kitt Peak            | Spacewatch           |
| 407802 | 2011 YA61              | 10 de febrer de 2008   | Catalina             | CSS                  |
| 407803 | 2011 YJ67              | 31 de desembre de 2011 | Kitt Peak            | Spacewatch           |
| 407804 | 2011 YB68              | 12 de novembre de 2007 | Mount Lemmon         | Mt. Lemmon Survey    |
| 407805 | 2011 YY72              | 12 de setembre de 2007 | Mount Lemmon         | Mt. Lemmon Survey    |
| 407806 | 2011 YQ73              | 17 de novembre de 2006 | Kitt Peak            | Spacewatch           |
| 407807 | 2011 YP75              | 3 de desembre de 2004  | Kitt Peak            | Spacewatch           |
| 407808 | 2012 AK3               | 22 de gener de 2004    | Socorro              | LINEAR               |
| 407809 | 2012 AC4               | 28 de setembre de 2003 | Anderson Mesa        | LONEOS               |
| 407810 | 2012 AN4               | 3 de juny de 2005      | Kitt Peak            | Spacewatch           |
| 407811 | 2012 AZ5               | 13 de desembre de 2007 | Socorro              | LINEAR               |
| 407812 | 2012 AP6               | 22 de febrer de 2004   | Kitt Peak            | Spacewatch           |
| 407813 | 2012 AE7               | 19 d'octubre de 2007   | Mount Lemmon         | Mt. Lemmon Survey    |
| 407814 | 2012 AP8               | 2 de novembre de 2007  | Catalina             | CSS                  |
| 407815 | 2012 AY8               | 25 de novembre de 2006 | Mount Lemmon         | Mt. Lemmon Survey    |
| 407816 | 2012 AR9               | 21 de febrer de 2007   | Mount Lemmon         | Mt. Lemmon Survey    |
| 407817 | 2012 AW13              | 14 de gener de 2012    | Kitt Peak            | Spacewatch           |
| 407818 | 2012 AG14              | 3 d'octubre de 2006    | Mount Lemmon         | Mt. Lemmon Survey    |
| 407819 | 2012 AU18              | 12 de gener de 2008    | Kitt Peak            | Spacewatch           |
| 407820 | 2012 AR21              | 16 de desembre de 2004 | Anderson Mesa        | LONEOS               |
| 407821 | 2012 BS                | 30 de setembre de 2003 | Kitt Peak            | Spacewatch           |
| 407822 | 2012 BT                | 2 de novembre de 2007  | Mount Lemmon         | Mt. Lemmon Survey    |
| 407823 | 2012 BR4               | 19 de novembre de 2003 | Anderson Mesa        | LONEOS               |
| 407824 | 2012 BF5               | 10 de gener de 2008    | Mount Lemmon         | Mt. Lemmon Survey    |
| 407825 | 2012 BZ12              | 19 de gener de 2012    | Kitt Peak            | Spacewatch           |
| 407826 | 2012 BG13              | 24 de novembre de 2003 | Anderson Mesa        | LONEOS               |
| 407827 | 2012 BR15              | 19 d'octubre de 2007   | Catalina             | CSS                  |
| 407828 | 2012 BX15              | 21 de juny de 2010     | WISE                 | WISE                 |
| 407829 | 2012 BS17              | 25 d'octubre de 2005   | Kitt Peak            | Spacewatch           |
| 407830 | 2012 BG18              | 1 d'octubre de 2010    | Catalina             | CSS                  |
| 407831 | 2012 BN18              | 26 de març de 2003     | Kitt Peak            | Spacewatch           |
| 407832 | 2012 BF19              | 7 de setembre de 1999  | Kitt Peak            | Spacewatch           |
| 407833 | 2012 BJ24              | 19 de gener de 2012    | Kitt Peak            | Spacewatch           |
| 407834 | 2012 BL24              | 22 de febrer de 2001   | Kitt Peak            | Spacewatch           |
| 407835 | 2012 BT24              | 29 de juliol de 2009   | Kitt Peak            | Spacewatch           |
| 407836 | 2012 BV24              | 23 de juny de 2009     | Mount Lemmon         | Mt. Lemmon Survey    |
| 407837 | 2012 BD25              | 1 de gener de 2012     | Mount Lemmon         | Mt. Lemmon Survey    |
| 407838 | 2012 BC26              | 7 de juliol de 2005    | Kitt Peak            | Spacewatch           |
| 407839 | 2012 BC29              | 24 de novembre de 2006 | Mount Lemmon         | Mt. Lemmon Survey    |
| 407840 | 2012 BS29              | 1 de gener de 2012     | Mount Lemmon         | Mt. Lemmon Survey    |
| 407841 | 2012 BJ30              | 10 de març de 2008     | Siding Spring        | Siding Spring Survey |
| 407842 | 2012 BL32              | 19 d'abril de 2004     | Socorro              | LINEAR               |
| 407843 | 2012 BU32              | 18 de gener de 2008    | Catalina             | CSS                  |
| 407844 | 2012 BF33              | 5 de novembre de 2010  | Mount Lemmon         | Mt. Lemmon Survey    |
| 407845 | 2012 BH35              | 19 de desembre de 2001 | Kitt Peak            | Spacewatch           |
| 407846 | 2012 BW44              | 19 de novembre de 2007 | Mount Lemmon         | Mt. Lemmon Survey    |
| 407847 | 2012 BT52              | 7 de febrer de 2008    | Kitt Peak            | Spacewatch           |
| 407848 | 2012 BZ52              | 21 de gener de 2012    | Kitt Peak            | Spacewatch           |
| 407849 | 2012 BC54              | 12 de febrer de 1999   | Kitt Peak            | Spacewatch           |
| 407850 | 2012 BL54              | 4 de desembre de 2007  | Catalina             | CSS                  |
| 407851 | 2012 BW54              | 5 de març de 1994      | Kitt Peak            | Spacewatch           |
| 407852 | 2012 BV55              | 12 de novembre de 2010 | Mount Lemmon         | Mt. Lemmon Survey    |
| 407853 | 2012 BC60              | 5 d'octubre de 2000    | Kitt Peak            | Spacewatch           |
| 407854 | 2012 BF62              | 8 de setembre de 2010  | Kitt Peak            | Spacewatch           |
| 407855 | 2012 BV64              | 29 de juny de 2010     | WISE                 | WISE                 |
| 407856 | 2012 BS66              | 6 d'abril de 2008      | Mount Lemmon         | Mt. Lemmon Survey    |
| 407857 | 2012 BM68              | 14 d'abril de 2008     | Mount Lemmon         | Mt. Lemmon Survey    |
| 407858 | 2012 BN69              | 21 de gener de 2012    | Kitt Peak            | Spacewatch           |
| 407859 | 2012 BJ70              | 8 de febrer de 2008    | Kitt Peak            | Spacewatch           |
| 407860 | 2012 BS70              | 27 de març de 2008     | Mount Lemmon         | Mt. Lemmon Survey    |
| 407861 | 2012 BG71              | 21 de gener de 2012    | Kitt Peak            | Spacewatch           |
| 407862 | 2012 BC72              | 25 de setembre de 2006 | Kitt Peak            | Spacewatch           |
| 407863 | 2012 BM72              | 14 de setembre de 2005 | Kitt Peak            | Spacewatch           |
| 407864 | 2012 BR72              | 6 de setembre de 2008  | Mount Lemmon         | Mt. Lemmon Survey    |
| 407865 | 2012 BX72              | 13 de març de 2007     | Kitt Peak            | Spacewatch           |
| 407866 | 2012 BJ73              | 9 de novembre de 1999  | Socorro              | LINEAR               |
| 407867 | 2012 BH81              | 19 de gener de 2012    | Kitt Peak            | Spacewatch           |
| 407868 | 2012 BG82              | 26 d'octubre de 2005   | Kitt Peak            | Spacewatch           |
| 407869 | 2012 BS85              | 5 de novembre de 1999  | Kitt Peak            | Spacewatch           |
| 407870 | 2012 BQ86              | 16 de març de 2007     | Catalina             | CSS                  |
| 407871 | 2012 BB90              | 6 de desembre de 2005  | Kitt Peak            | Spacewatch           |
| 407872 | 2012 BM90              | 27 de març de 2008     | Mount Lemmon         | Mt. Lemmon Survey    |
| 407873 | 2012 BM91              | 7 de desembre de 2005  | Kitt Peak            | Spacewatch           |
| 407874 | 2012 BN91              | 15 de gener de 2008    | Kitt Peak            | Spacewatch           |
| 407875 | 2012 BD92              | 4 de novembre de 2007  | Mount Lemmon         | Mt. Lemmon Survey    |
| 407876 | 2012 BL93              | 17 de setembre de 2010 | Mount Lemmon         | Mt. Lemmon Survey    |
| 407877 | 2012 BT93              | 17 de novembre de 2011 | Kitt Peak            | Spacewatch           |
| 407878 | 2012 BN100             | 12 de novembre de 2006 | Mount Lemmon         | Mt. Lemmon Survey    |
| 407879 | 2012 BD103             | 31 de març de 2009     | Mount Lemmon         | Mt. Lemmon Survey    |
| 407880 | 2012 BE103             | 27 de març de 2008     | Kitt Peak            | Spacewatch           |
| 407881 | 2012 BP103             | 22 de febrer de 2007   | Siding Spring        | Siding Spring Survey |
| 407882 | 2012 BG104             | 9 de novembre de 1999  | Kitt Peak            | Spacewatch           |
| 407883 | 2012 BQ104             | 28 d'agost de 2006     | Kitt Peak            | Spacewatch           |
| 407884 | 2012 BL106             | 4 de desembre de 2007  | Catalina             | CSS                  |
| 407885 | 2012 BR107             | 20 de novembre de 2006 | Kitt Peak            | Spacewatch           |
| 407886 | 2012 BF110             | 26 de gener de 2001    | Kitt Peak            | Spacewatch           |
| 407887 | 2012 BW110             | 16 d'agost de 2009     | Kitt Peak            | Spacewatch           |
| 407888 | 2012 BE111             | 20 d'octubre de 1995   | Kitt Peak            | Spacewatch           |
| 407889 | 2012 BM111             | 17 d'octubre de 2010   | Mount Lemmon         | Mt. Lemmon Survey    |
| 407890 | 2012 BR111             | 8 de novembre de 2007  | Mount Lemmon         | Mt. Lemmon Survey    |
| 407891 | 2012 BA112             | 13 de desembre de 2007 | Socorro              | LINEAR               |
| 407892 | 2012 BM117             | 16 d'octubre de 2003   | Kitt Peak            | Spacewatch           |
| 407893 | 2012 BH122             | 7 de febrer de 1999    | Kitt Peak            | Spacewatch           |
| 407894 | 2012 BW124             | 16 de març de 2009     | Kitt Peak            | Spacewatch           |
| 407895 | 2012 BP125             | 13 d'octubre de 2006   | Kitt Peak            | Spacewatch           |
| 407896 | 2012 BW125             | 11 de març de 2007     | Kitt Peak            | Spacewatch           |
| 407897 | 2012 BG127             | 11 de març de 2005     | Kitt Peak            | Spacewatch           |
| 407898 | 2012 BZ128             | 11 de novembre de 2007 | Mount Lemmon         | Mt. Lemmon Survey    |
| 407899 | 2012 BQ136             | 20 de novembre de 2006 | Kitt Peak            | Spacewatch           |
| 407900 | 2012 BV136             | 30 de gener de 2008    | Mount Lemmon         | Mt. Lemmon Survey    |

## 407901-408000
| Nom    | Designació provisional | Data de descobriment   | Lloc de descobriment | Descobridor/s     |
| ------ | ---------------------- | ---------------------- | -------------------- | ----------------- |
| 407901 | 2012 BN142             | 12 de febrer de 2008   | Kitt Peak            | Spacewatch        |
| 407902 | 2012 BR142             | 4 de desembre de 2007  | Kitt Peak            | Spacewatch        |
| 407903 | 2012 BO143             | 16 de setembre de 2006 | Kitt Peak            | Spacewatch        |
| 407904 | 2012 BK144             | 15 de setembre de 2006 | Kitt Peak            | Spacewatch        |
| 407905 | 2012 BB145             | 8 de març de 2008      | Mount Lemmon         | Mt. Lemmon Survey |
| 407906 | 2012 BG145             | 2 de desembre de 2010  | Mount Lemmon         | Mt. Lemmon Survey |
| 407907 | 2012 BJ149             | 9 d'octubre de 2005    | Kitt Peak            | Spacewatch        |
| 407908 | 2012 BK149             | 29 d'agost de 2005     | Kitt Peak            | Spacewatch        |
| 407909 | 2012 BT150             | 13 de març de 2008     | Catalina             | CSS               |
| 407910 | 2012 BU152             | 11 de març de 2007     | Kitt Peak            | Spacewatch        |
| 407911 | 2012 CF6               | 31 de gener de 2012    | Catalina             | CSS               |
| 407912 | 2012 CV6               | 13 d'octubre de 2010   | Mount Lemmon         | Mt. Lemmon Survey |
| 407913 | 2012 CC7               | 21 de desembre de 2006 | Kitt Peak            | Spacewatch        |
| 407914 | 2012 CC8               | 10 de desembre de 2005 | Kitt Peak            | Spacewatch        |
| 407915 | 2012 CR8               | 2 de novembre de 2010  | Mount Lemmon         | Mt. Lemmon Survey |
| 407916 | 2012 CA9               | 25 de desembre de 1992 | Kitt Peak            | Spacewatch        |
| 407917 | 2012 CH10              | 1 de març de 1995      | Kitt Peak            | Spacewatch        |
| 407918 | 2012 CU11              | 2 de febrer de 2008    | Kitt Peak            | Spacewatch        |
| 407919 | 2012 CR12              | 30 d'agost de 2005     | Kitt Peak            | Spacewatch        |
| 407920 | 2012 CJ15              | 25 de gener de 2012    | Kitt Peak            | Spacewatch        |
| 407921 | 2012 CJ16              | 30 de desembre de 2005 | Kitt Peak            | Spacewatch        |
| 407922 | 2012 CP18              | 13 de novembre de 2006 | Kitt Peak            | Spacewatch        |
| 407923 | 2012 CC19              | 3 de novembre de 2011  | Kitt Peak            | Spacewatch        |
| 407924 | 2012 CM24              | 27 de febrer de 2008   | Mount Lemmon         | Mt. Lemmon Survey |
| 407925 | 2012 CO24              | 17 de setembre de 2006 | Kitt Peak            | Spacewatch        |
| 407926 | 2012 CT27              | 10 de desembre de 2010 | Mount Lemmon         | Mt. Lemmon Survey |
| 407927 | 2012 CD28              | 13 de desembre de 2006 | Mount Lemmon         | Mt. Lemmon Survey |
| 407928 | 2012 CP29              | 31 de març de 2008     | Mount Lemmon         | Mt. Lemmon Survey |
| 407929 | 2012 CP31              | 24 de novembre de 2006 | Kitt Peak            | Spacewatch        |
| 407930 | 2012 CP32              | 18 de setembre de 2010 | Mount Lemmon         | Mt. Lemmon Survey |
| 407931 | 2012 CZ32              | 30 de novembre de 2005 | Kitt Peak            | Spacewatch        |
| 407932 | 2012 CC34              | 3 de febrer de 2008    | Kitt Peak            | Spacewatch        |
| 407933 | 2012 CV34              | 26 de gener de 2012    | Mount Lemmon         | Mt. Lemmon Survey |
| 407934 | 2012 CF37              | 14 d'abril de 2008     | Mount Lemmon         | Mt. Lemmon Survey |
| 407935 | 2012 CY37              | 3 de febrer de 2008    | Kitt Peak            | Spacewatch        |
| 407936 | 2012 CV40              | 28 de desembre de 2011 | Mount Lemmon         | Mt. Lemmon Survey |
| 407937 | 2012 CZ40              | 2 de febrer de 2001    | Kitt Peak            | Spacewatch        |
| 407938 | 2012 CH42              | 14 de novembre de 2010 | Mount Lemmon         | Mt. Lemmon Survey |
| 407939 | 2012 CN42              | 23 de febrer de 2007   | Kitt Peak            | Spacewatch        |
| 407940 | 2012 CZ44              | 30 de desembre de 2005 | Kitt Peak            | Spacewatch        |
| 407941 | 2012 CA45              | 7 de març de 2008      | Mount Lemmon         | Mt. Lemmon Survey |
| 407942 | 2012 CG45              | 27 de desembre de 2011 | Mount Lemmon         | Mt. Lemmon Survey |
| 407943 | 2012 CE50              | 4 de març de 2008      | Mount Lemmon         | Mt. Lemmon Survey |
| 407944 | 2012 CJ51              | 27 de setembre de 2006 | Kitt Peak            | Spacewatch        |
| 407945 | 2012 DA                | 1 de desembre de 2006  | Mount Lemmon         | Mt. Lemmon Survey |
| 407946 | 2012 DF                | 29 de setembre de 2005 | Anderson Mesa        | LONEOS            |
| 407947 | 2012 DH                | 1 d'abril de 2008      | Mount Lemmon         | Mt. Lemmon Survey |
| 407948 | 2012 DF5               | 8 de febrer de 2008    | Kitt Peak            | Spacewatch        |
| 407949 | 2012 DJ5               | 21 de gener de 2012    | Kitt Peak            | Spacewatch        |
| 407950 | 2012 DM6               | 23 de novembre de 2003 | Kitt Peak            | Spacewatch        |
| 407951 | 2012 DU6               | 27 d'agost de 2009     | Kitt Peak            | Spacewatch        |
| 407952 | 2012 DC8               | 20 de setembre de 2007 | Kitt Peak            | Spacewatch        |
| 407953 | 2012 DC9               | 27 de març de 2008     | Mount Lemmon         | Mt. Lemmon Survey |
| 407954 | 2012 DQ9               | 27 de gener de 2007    | Mount Lemmon         | Mt. Lemmon Survey |
| 407955 | 2012 DB10              | 14 d'octubre de 2010   | Mount Lemmon         | Mt. Lemmon Survey |
| 407956 | 2012 DM12              | 10 de febrer de 2008   | Mount Lemmon         | Mt. Lemmon Survey |
| 407957 | 2012 DF15              | 28 d'octubre de 2010   | Catalina             | CSS               |
| 407958 | 2012 DP17              | 13 de març de 2007     | Kitt Peak            | Spacewatch        |
| 407959 | 2012 DQ18              | 19 de gener de 2012    | Kitt Peak            | Spacewatch        |
| 407960 | 2012 DA20              | 28 de gener de 2006    | Catalina             | CSS               |
| 407961 | 2012 DR21              | 24 de març de 2003     | Kitt Peak            | Spacewatch        |
| 407962 | 2012 DO22              | 10 d'abril de 2002     | Socorro              | LINEAR            |
| 407963 | 2012 DV23              | 15 de desembre de 2006 | Kitt Peak            | Spacewatch        |
| 407964 | 2012 DX23              | 26 de març de 2007     | Kitt Peak            | Spacewatch        |
| 407965 | 2012 DH24              | 30 de setembre de 2009 | Mount Lemmon         | Mt. Lemmon Survey |
| 407966 | 2012 DO25              | 5 de març de 2008      | Mount Lemmon         | Mt. Lemmon Survey |
| 407967 | 2012 DT29              | 18 de març de 2004     | Kitt Peak            | Spacewatch        |
| 407968 | 2012 DJ33              | 21 de febrer de 2012   | Kitt Peak            | Spacewatch        |
| 407969 | 2012 DY35              | 24 d'octubre de 2003   | Socorro              | LINEAR            |
| 407970 | 2012 DK37              | 23 de setembre de 2009 | Mount Lemmon         | Mt. Lemmon Survey |
| 407971 | 2012 DH39              | 18 de setembre de 2003 | Kitt Peak            | Spacewatch        |
| 407972 | 2012 DP40              | 26 de setembre de 2009 | Kitt Peak            | Spacewatch        |
| 407973 | 2012 DV40              | 17 de gener de 2007    | Kitt Peak            | Spacewatch        |
| 407974 | 2012 DO43              | 5 de març de 2006      | Kitt Peak            | Spacewatch        |
| 407975 | 2012 DS43              | 29 d'agost de 2009     | Kitt Peak            | Spacewatch        |
| 407976 | 2012 DB45              | 15 d'agost de 2009     | Kitt Peak            | Spacewatch        |
| 407977 | 2012 DV47              | 25 d'octubre de 2005   | Mount Lemmon         | Mt. Lemmon Survey |
| 407978 | 2012 DW47              | 10 de març de 2007     | Mount Lemmon         | Mt. Lemmon Survey |
| 407979 | 2012 DW48              | 16 de novembre de 2006 | Kitt Peak            | Spacewatch        |
| 407980 | 2012 DT49              | 30 d'octubre de 2009   | Mount Lemmon         | Mt. Lemmon Survey |
| 407981 | 2012 DT52              | 20 de setembre de 1995 | Kitt Peak            | Spacewatch        |
| 407982 | 2012 DV53              | 21 de setembre de 2008 | Catalina             | CSS               |
| 407983 | 2012 DL55              | 18 d'octubre de 1995   | Kitt Peak            | Spacewatch        |
| 407984 | 2012 DB60              | 18 d'agost de 2009     | Kitt Peak            | Spacewatch        |
| 407985 | 2012 DG60              | 25 d'abril de 2007     | Mount Lemmon         | Mt. Lemmon Survey |
| 407986 | 2012 DA65              | 30 de desembre de 2005 | Kitt Peak            | Spacewatch        |
| 407987 | 2012 DH65              | 26 de març de 2003     | Kitt Peak            | Spacewatch        |
| 407988 | 2012 DH70              | 16 de novembre de 2010 | Mount Lemmon         | Mt. Lemmon Survey |
| 407989 | 2012 DO70              | 17 de novembre de 2006 | Kitt Peak            | Spacewatch        |
| 407990 | 2012 DW70              | 20 d'abril de 2007     | Kitt Peak            | Spacewatch        |
| 407991 | 2012 DU71              | 2 de desembre de 2005  | Kitt Peak            | Spacewatch        |
| 407992 | 2012 DS72              | 25 de febrer de 2012   | Mount Lemmon         | Mt. Lemmon Survey |
| 407993 | 2012 DA75              | 25 de febrer de 2007   | Mount Lemmon         | Mt. Lemmon Survey |
| 407994 | 2012 DZ76              | 6 de gener de 2006     | Kitt Peak            | Spacewatch        |
| 407995 | 2012 DX77              | 2 de març de 2006      | Catalina             | CSS               |
| 407996 | 2012 DG78              | 10 d'octubre de 2010   | Kitt Peak            | Spacewatch        |
| 407997 | 2012 DS78              | 15 de setembre de 2010 | Mount Lemmon         | Mt. Lemmon Survey |
| 407998 | 2012 DK80              | 20 d'agost de 2009     | Kitt Peak            | Spacewatch        |
| 407999 | 2012 DP82              | 25 de febrer de 2006   | Mount Lemmon         | Mt. Lemmon Survey |
| 408000 | 2012 DJ83              | 9 d'abril de 2003      | Kitt Peak            | Spacewatch        |